# Localitzacions fictícies a Harry Potter
La sèrie de llibres i pel·lícules de Harry Potter mostra al lector i a l'espectador una relació de localitzacions fictícies que permeten descobrir i entendre l'entorn on es desenvolupa la trama argumental, localitzacions fictícies d'un món màgic, extraordinari però totalment creïble. Aquestes localitzacions es poden classificar en habitatges, escoles, carrers comercials i localitzacions afiliades al govern. En aquesta llista s'esmenten els llocs més coneguts dins de l'univers de Harry Potter, així com les localitzacions reals en què l'autora s'ha inspirat per a la creació de les localitzacions fictícies o els escenaris de filmació per a les pel·lícules de la sèrie.

## Habitatges

### Little Winging

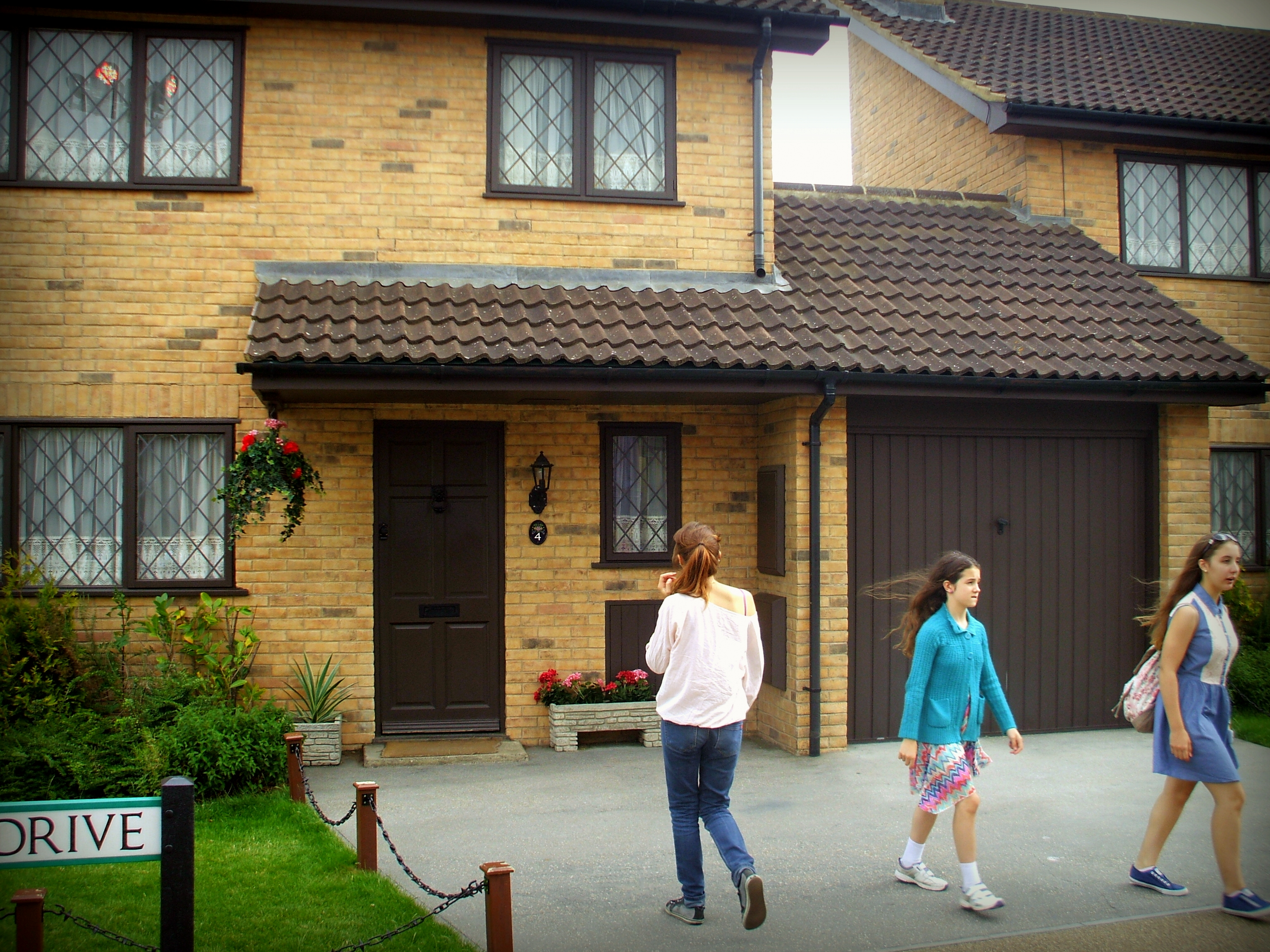
Carrer Privet núm.. 4, Little Winging

Little Winging és una ciutat fictícia que se situaria al comtat de Surrey, Londres, Anglaterra. J.K Rowling va imaginar-se la casa als suburbis de Surrey perquè hi havia d'urbanitzacions amb cases idèntiques situades en carrers sense sortida, un lloc que «acabés amb la creativitat i originalitat de qualsevol dels seus habitants. […] Un lloc que desprengués una autèntica sensació d'opressió». Alison Lurie, va notar al New York Review of Books que el nom de Little Winging és «una broma que els lectors americans potser no entenen: anomenaríem al lloc Little Whining».

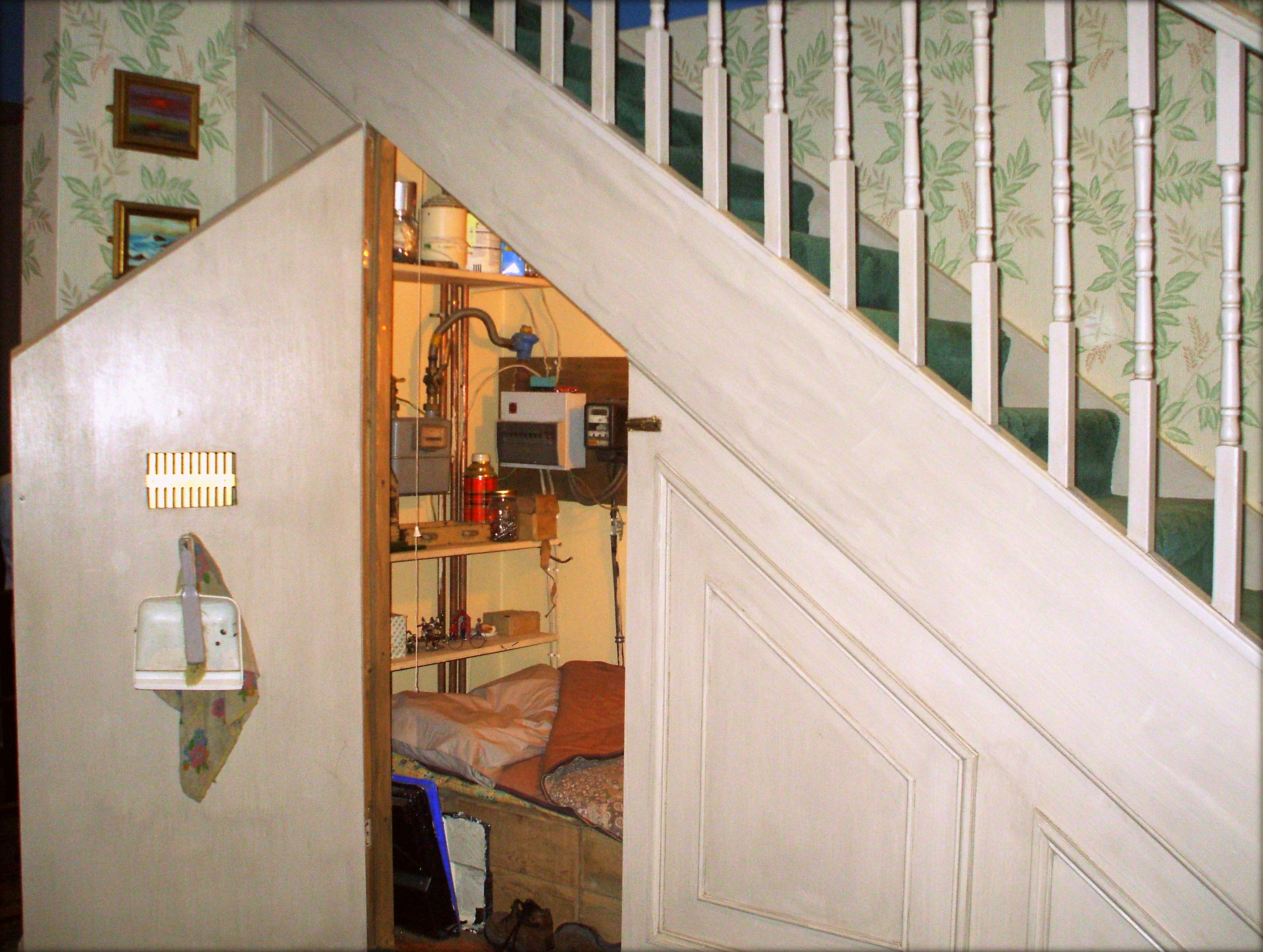
Armari sota les escales, núm.. 4 carrer Privet

Al carrer Privet núm. 4, Little Winging, és on es troba la llar d'en Harry Potter i dels seus tiets i cosí: Vernon, Petúnia i Dudley Dursley. Harry va arribar a la casa dels seus tiets quan era un nadó, després que Lord Voldemort assassinés als seus pares al cau del Goldric. Tanmateix, des que comença a assistir a les classes a Hogwarts, hi passa poc de temps. La casa té quatre habitacions al pis de dalt i un lavabo, una cuina, una sala d'estar i un hibernat a la planta baixa. A més a més, un petit armari de rebost sota les escales, equipat amb un matalàs on dormia en Harry. L'habitació era polsosa, obscura i hi havia una gran quantitat d'aranyes. Rowling ha afirmat que la casa dels Dursley era una rèplica exacta de la llar on va créixer, inclòs l'armari sota les escales. L'interior de la residència dels Dursley contrasta amb el seu exterior, insípid i sense personalitat. McMillan, la decoradora de les pel·lícules de la sèrie, va admetre que van buscar «els sofàs més lletjos; les rajoles més espantoses per a la cuina; la xemeneia més horrible i brillant de totes i els mobles amb els colors més estridents».
El nom del carrer és en referència a les tanques que tenen molts jardins suburbans, ja que a Rowling li agradaven aquests recintes. El carrer Privet és un barri tranquil, on els veïns ignoren a en Harry, qui menysprea Little Winging per la forma tan cruel en què els seus tiets l'han tractat durant tota la seva infantesa. Arabella Figg, que viu a dos carrers de núm. 4, és l'única muggle, tret dels Dursley, que sap que en Harry és un mag, atès que és una Llufa, provinent de família màgica però amb un nivell baix de poder màgic, cosa que fa que sigui incapaç de fer màgia. La senyora Figg, és una membre de l'Ordre del Fènix, enviada a Little Winging per Albus Dumbledore després de la mort del Lily i James Potter, perquè vigilés en Harry. A Harry Potter i l'Ordre del Fènix, Dumbledore revela que Harry ha de tornar a Little Winging al final de cada curs escolar per la protecció que la seva mare, Lily, li va concedir quan es va sacrificar per salvar-lo. Aquest acte d'amor profund i sincer de Lily cap Harry, va atorgar-li una màgia antiga i poderosa que el protegia de qualsevol, fent impossible que algú l'ataqués mentre visqués a cura de la sang de la seva mare, en aquest cas, la seva tieta Petúnia. L'encanteri no es trencaria fins que Harry complís els disset anys i es convertís en adult dins del món màgic. Altres localitzacions que apareixen de Little Winging són el carrer Magnolia i un parc als afores del carrer Privet, on abans de l'inici del cinquè curs escolar de Hogwarts, Harry té una discussió amb el seu cosí Dudley i la seva colla.
Al documental Creant el món de Harry Potter, part I: La màgia comença, inclòs al DVD/Blu-ray de 2009 Ultimate Edition de Harry Potter i la pedra filosofal, en un principi, les cineastes van filmar les primeres seqüències al carrer Privet-Little Winging a una àrea urbana real. Però, vist que era inviable van construir núm.. 4 del carrer Privet i un petit tros de Little Winging al plató de Warner Bros. Studios a Leavesden. Després d'utilitzar-se durant deu anys per al rodatge de les pel·lícules de Harry Potter, des del novembre de 2016, els estudis de Warner Bros es poden veure des de les vistes aèries de Google Maps.

### Carrer de la Filosa
Un deteriorat reixat separa un riu brut, amb la riba plena d'escombraries, d'un carrer estret amb edificis empedrats. A prop, hi ha una gran xemeneia negra, relíquia d'una gran fàbrica abandonada. A l'altre costat del carrer, hi ha una filera de cases ruïnoses de maó amb finestres obscures. Entre aquesta filera de cases, un petit carreró dona a un altre carrer idèntic. En aquest, hi havia fanals trencats i moltes zones amb molt poca llum. En mig d'aquest laberint de cases, es troba el carrer de la Filosa, en el qual se situa la fàbrica abandonada. Al final d'aquest carrer, pla de cristalls per terra, es troba la llar de Severus Snape. Tot i que mai es fa explícit als llibres, Cokeworth és la ciutat on van créixer Petúnia i Lily Evans, i Severus Snape. Per tant, la casa al final del carrer de la Filosa, és l'antiga llar dels pares d'Snape.
En obrir la porta, s'entra en una petita i fosca sala d'estar, amb un aspecte molt semblant al d'una cel·la d'aïllament. Les parets estaven plenes d'estanteries amb llibres, la majoria enquadernats amb una pell negra o marró d'aspecte gastat; un sofà i una butaca vella i una taula atrotinada sota la dèbil llum d'unes veles. En una d'aquestes parets, s'amaga una porta secreta, que dona a unes estretes escales. Podem veure el carrer de la Filosa per primer cop a Harry Potter i el misteri del príncep, quan Bel·latrix Lestrange i Narcisa Malfoy fan una visita a Snape.

### El Cau
La llar dels Weasley es troba als afores de la vila Ottery St. Catchpole, a prop de les llars de Luna Lovegood i Cedric Diggory. La casa, d'aspecte deteriorat, té set pisos i està tan torta que sembla que se sosté per art de màgia. Cinc xemeneies coronen la taulada i al costat de la porta principal, hi ha un grapat de botes de goma i un calder oxidat. Tot i aquesta aparença, Harry remarca des de la seva primera visita que és la millor casa en la qual mai ha estat, i es converteix en el seu segon lloc preferit en el món, després de Hogwarts. Un conjunt de gallines grasses de color marró caminen per un petit corral i una multitud de gnoms de jardí infesten el jardí al voltant el Cau. A més a més, els Weasley tenen un hort amagat entre arbres alts que utilitzen com a camp de Quidditch perquè els germans puguin practicar sense que cap muggle els vegi. També, hi ha un petit hangar que Arthur Weasley utilitza com a taller, que apareix per primer cop a Harry Potter i l'ordre del Fènix.
El cau, després de l'encanteri de la fidelitat sobre el número dotze de la plaça Grimmauld amb el qual la casa va perdre tota protecció, es va convertir en la caserna general de l'Ordre del Fènix.
A la pel·lícula de Harry Potter i el misteri del príncep, mentre que Harry, Hermione i els Weasley estaven al cau, arriben els cavallers de la mort. La disputa entre els dos bàndols va posar fi a un incendi en què el cau es va calar en foc. El cau es va reconstruir durant tot el sisè curs escolar de Hogwarts, però aquesta va deixar de tenir els seus característics set pisos i l'aparença de què se sostenia per art de màgia. Tot i que apareix en les pel·lícules, aquest fet no està descrit a cap capítol del llibre Harry Potter i el misteri del príncep.

### Número dotze de la plaça Grimmauld
El número dotze de la plaça Grimmauld — un joc de paraules amb grim old place (trist i vell lloc) — es troba a Londres i és la direcció de la llar de la família Black, una antiga família de mags de sang pura. Apareix per primer cop tant al llibre com a la pel·lícula Harry Potter i l'ordre del Fènix. L'estructura i aparença del número dotze de la plaça Grimmauld és una casa adossada georgiana.
Les parets estan brutes, les finestres ronyoses i les escales que porten a la porta principal estan desgastades. En obrir, s'entra a un llarg, comprimit i lúgubre vestíbul, amb la llum tènue provinent de llums de gas i parets amb paper pintat desgastat. En mig del llarg passadís que porta al menjador, hi ha unes cortines que amaguen el retrat encantat de Walburga Black, la senyora Black. Al final del passadís, hi ha unes escales, a les parets de les quals hi ha una filera de caps d'elfs domèstics en un repeu. A més a més, la casa està plena de símbols d'una serp. La llar té molt poca llum i està plena de pols.
La sala d'estar és una estança allargada amb el sostre alt, que està al primer pis de la casa. Les parets són de color verd oliva i estan recobertes de tapissos bruts, i hi ha llargues cortines de vellut de color verd molsa, que tapen les finestres altes i primes de la llar. De la catifa del terra s'aixequen petits núvols de pols cada cop que algú la trepitja. També, hi ha una xemeneia, a sobre de la qual hi ha vitrines que estan plenes d'un grapat d'estranys objectes: dagues oxidades, pell de serp i una ampolla de vidre amb un gran òpal al tap, plena del que sembla que és sang, entre d'altres. Stuar Craig, cap de l'equip de disseny de producció de les pel·lícules, va elegir com a paleta cromàtica per a la casa colors com el negre, blau fosc, gris i verd pi.

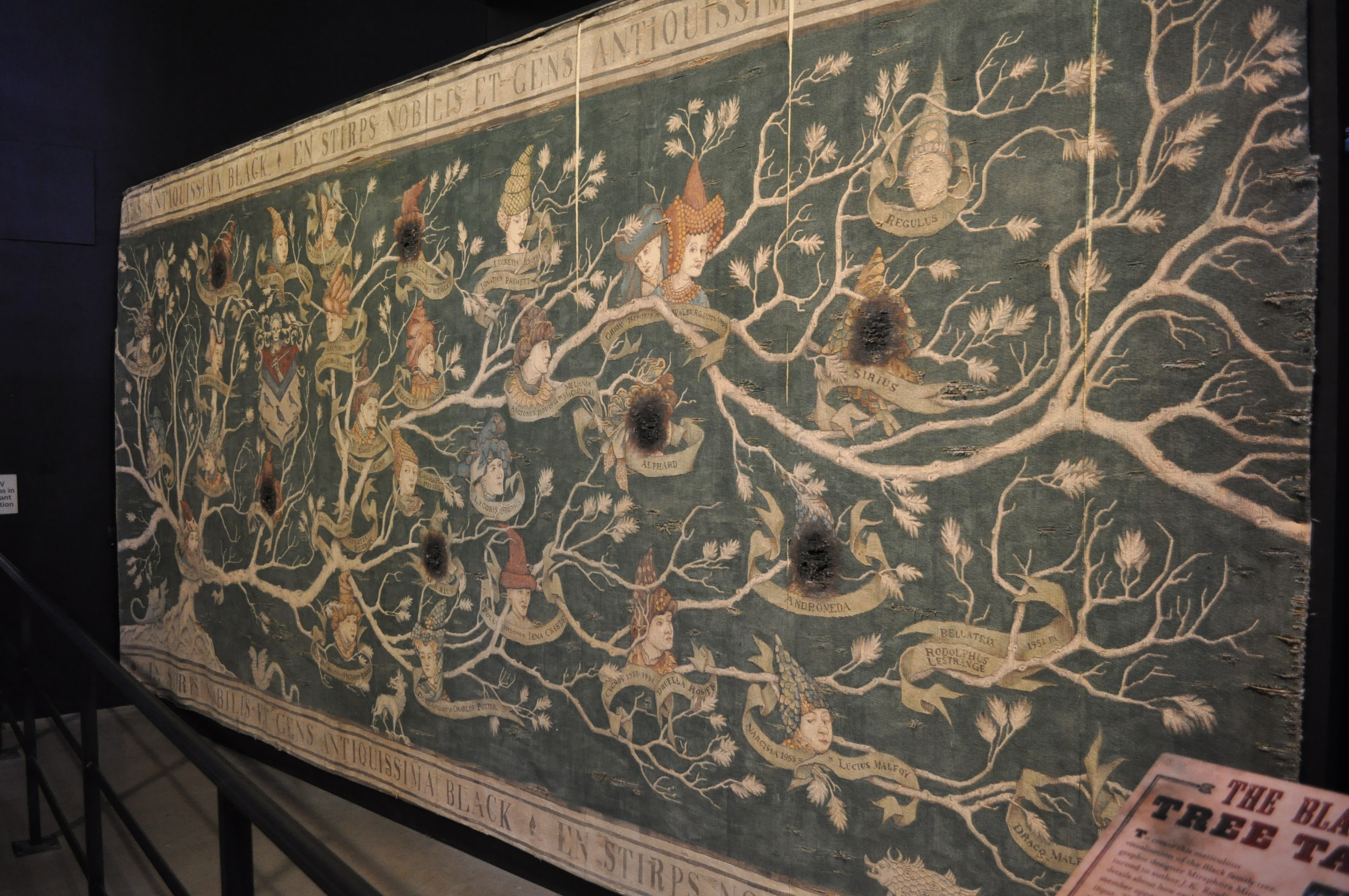
Arbre geneaològic de la familia Black, núm. 12 de la plaça Grimmauld.

A la paret d'una sala del segon pis, hi ha un gran tapís d'aspecte vell. Però amb un fil daurat amb el qual està brodat que deixa veu-re un extens arbre genealògic en el qual no apareix la figura de Sirius Black. Kreacher, és l'elf domèstic (criatura màgica) que treballa a la casa i que sempre hi ha treballat. A la casa, hi ha altres retrats dels membres de la família Black, entre ells Phineas Nigellus Black, antecessor d'Albus Dumbledore com a director de Hogwarts.
La casa està protegida per un encanteri de fidelitat (només apareix quan un mag membre de l'Ordre del Fènix ho demana) i amb encanteris anti-aparetratge. L'encanteri de fidelitat implica que hi ha un guardasecret que és qui guarda el secret ocult de la localització de la casa: la casa només és visible per aquells mags als quals el guardasecret els ha especificat la localització. El sortilegi obliga aquells s qui s'ha revelat el secret no poden revelar-lo a altres. Després que Harry confirmés que Lord Voldemort havia tornat, a la prova final del Torneig dels Tres Bruixots, Sirius Black va donar el consentiment perquè la casa es convertís en la nova seu de l'Ordre del Fènix.
Després de la mort d'en Sirius, Harry hereta la casa, ja que era el seu fillol. Harry va tornar a posar la casa en mans de l'Ordre perquè no volia tenir relació amb un lloc en el qual Sirius es va sentir atrapat durant tant de temps.
A Harry Potter i les relíquies de la Mort, l'edifici es converteix en el refugi de Harry, Ron i Hermione en la seva cerca d'Horricreus per posar fi a Voldemort. Després de l'aventura a la Conselleria d'Afers Màgics i d'haver aconseguit el guarda pèl de Sírpentin Slytherin (Horricreu), l'amagatall de la plaça Grimmauld va ser revelat. Quan es van desaparèixer a la Conselleria d'Afers Màgics per fugir, Corban Yaxley (cavaller de la mort) va agafar a Hermione, que no va poder apartar-lo. Van passar per la plaça Grimmauld i el secret va ser revelat a Voldemort.

### Mansió dels Malfoy
La Mansió Malfoy és la llar de l'aristòcrata família Malfoy: Lucius, Narcisa i el seu fill Draco Malfoy. Més tard, també hi viuria Bel·latrix Lestrange. Al cinquè llibre, es menciona que la mansió es troba a Wiltshire, Anglaterra, però apareix per primer cop a Harry Potter i les relíquies de la Mort. La família Malfoy va ser servida durant molts anys per l'elf domèstic Dobby, al que Harry va aconseguir alliberar gràcies a un engany a Lucius. La Mansió Malfoy està inspirada i en part rodada a Hardwick Hall, Derbyshire, una propietat de National Trust.
A la cambra dels secrets, Draco va revelar que la mansió tenia la seva pròpia cambra dels secrets, on ocultaven objectes tenebrosos però valuosos a la Conselleria d'Afers Màgics. A les relíquies de la Mort, Voldemort va utilitzar la mansió com seu, cosa que va disgustar a la família Malfoy, excepte la Bel·latrix, que era l'única que semblava estar contenta de la presència de Voldemort a la casa. Es van convertir en presoners dins la seva pròpia casa per poder salvar les seves vides. A la mansió hi havia un ampli vestíbul decorat amb molta sumptuositat i amb una esplèndida catifa.
Durant l'última novel·la, diversos presoners estan captivats al soterrani de la casa per ordres de Voldemort, entre ells Luna Lovegood, Dean Thomas, el globlin Griphook i el fabricant de varetes màgiques, el senyor Ollivanders. Però també queden presos Harry, Ron i Hermione, quan són capturats per carronyers. Tots els personers escapen gràcies a Dobby, el que comporta que la família Malfoy quedi sota arrest domiciliari. Són alliberats quan s'inicia la Batalla de Hogwarts, perquè vagin a lluitar amb la resta de cavallers de la mort.

### Petit Hangleton
Petit Hangleton és un poble muggle fictici conegut com el lloc d'origen dels ancestres materns i paterns de Voldemort i el lloc on va reaparèixer a Harry Potter i el calze de foc, on pareix per primer cop, però no és descrit fins al sisè, Harry Potter i el misteri del príncep.
El poble es troba a una vall, entre dos escarpats turons. Té una església i un cementiri. A l'altre costat de la vall, en un vessant del pujol de davant, es troba la Mansió Rodlel, semioculta per arbres que projectaven grans ombres, antiga llar de la família Rodlel.
La casa apareix per primer cop al calze de foc a causa de l'assassinat de Frank Bryce, antic jardiner a la mansió a mans del Senyor Tenebrós. En aquell moment, la casa està decrèpita i coberta de plantes enfiladisses. Es fa creure que està sent utilitzada per un «home ric» per a propòsits fiscals per evitar que sigui venuda o demolida.
Durant la seva època com a estudiant, Tod Morvosc Rodlel va assassinar el seu pare i als seus avis en aquesta mansió. A l'altre costat de la vall, l'única residència és la petita casa on vivia la família Gaunt, família de sang pura i descendent de Sírpentin Slytherin, que es troba en un petit bosc, al costat d'un camí sinuós.
A Harry Potter i el calze de foc, Voldemort i Harry lluiten al cementiri del poble.

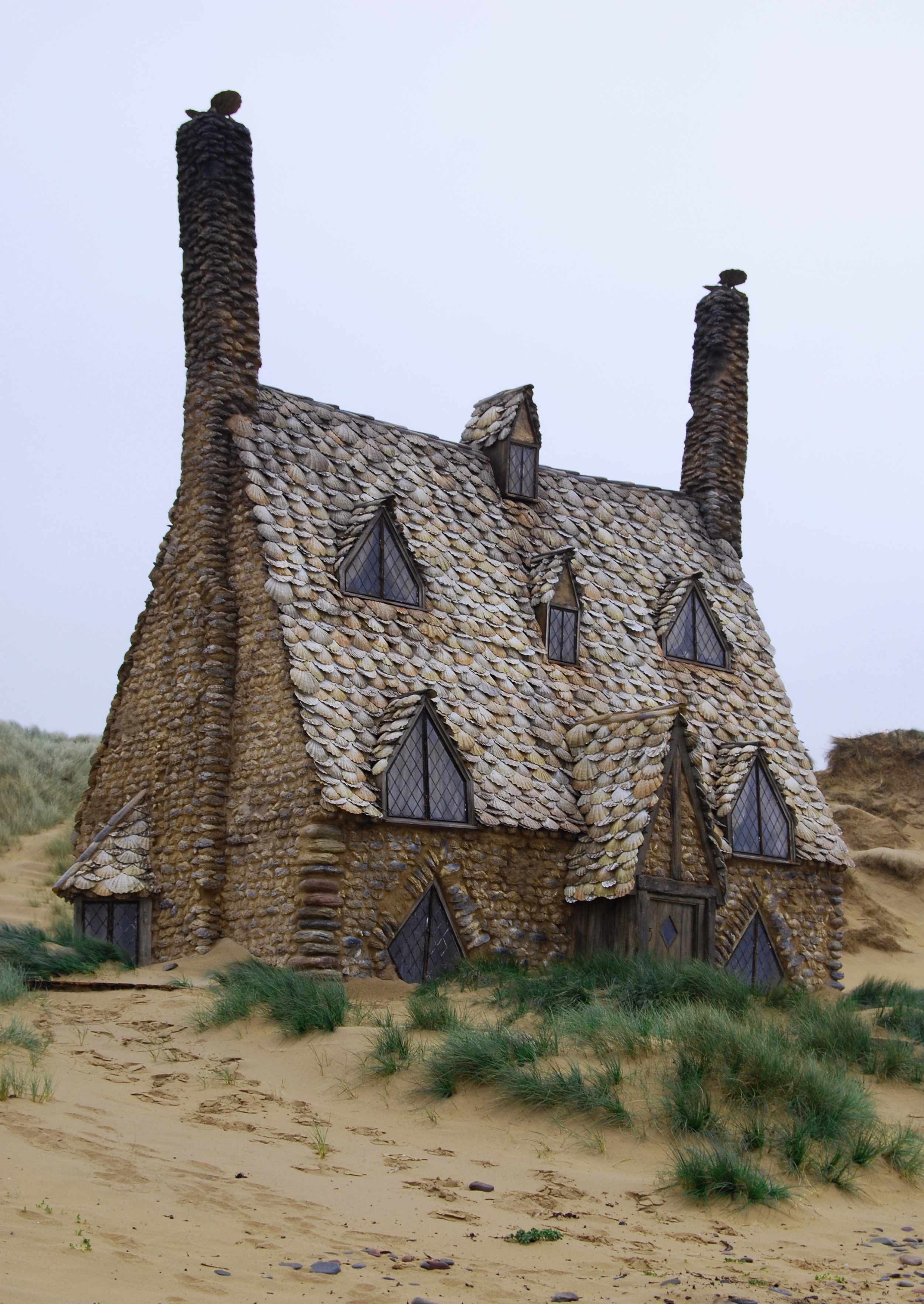
El Refugi, Harry Potter i les relíquies de la Mort.

### El Refugi
El Refugi és la casa de Bill Weasley i Fleur Delacour després de casar-se a Harry Potter i les relíquies de la Mort, situada a la vall de Timworth a Cornualla. La casa, de parets encalades i recobertes de petxines incrustades, les de les parets són d'ostra i les del teulat són de vieira, s'alça aïllada a la part alta d'un penya-segat que dona al mar. Un lloc preciós però solitari. Va servir com a amagatall per Harry, Ron, Hermione, Luna, Dean, el senyor Ollivander i Griphook després d'aconseguir escapar-se de la Mansió Malfoy amb l'ajut de Dobby. En aquesta fugida, Dobby va ser ferit i finalment va morir en braços d'en Harry. Dobby va ser enterrat al jardí de la casa.
La casa tenia un petit vestíbul, pintat amb colors clars i amb una petita xemeneia. Durant la guerra, Bill es va convertir en el guardasecret del Refugi, i va protegir la casa amb l'encanteri Fidelio.
Les escenes del Refugi van ser rodades a la platja de Freshwater West, al Parc Nacional de la costa de Pembrokeshire, Gal·les.

### Cau de Goldric
El cau de Goldric (Godric's Hollow en anglès) és un poble fictici localitzat a Lavenham, Suffolk, Anglaterra, en uns estudis propietat de Pinewood Studios. És conegut pel fet de ser ser la llar d'una comunitat semimàgica (hi vivien tant muggles com mags) com altres pobles com Ottery St.Catchpole o Tinworth. El poble va ser la llar i últim amagatall de James i Lily Potter abans de ser assassinats per Lord Voldemort el 31 d'octubre de 1981. Aquell dia, Harry va quedar maleït i li va aparèixer la cicatriu en forma de raig al front.
El poble també va ser la llar de la família de James Potter i de Nícanor Goldric Gryffindor, un dels quatre fundadors de Hogwarts. El poble va ser anomenat Goldric en el seu honor.

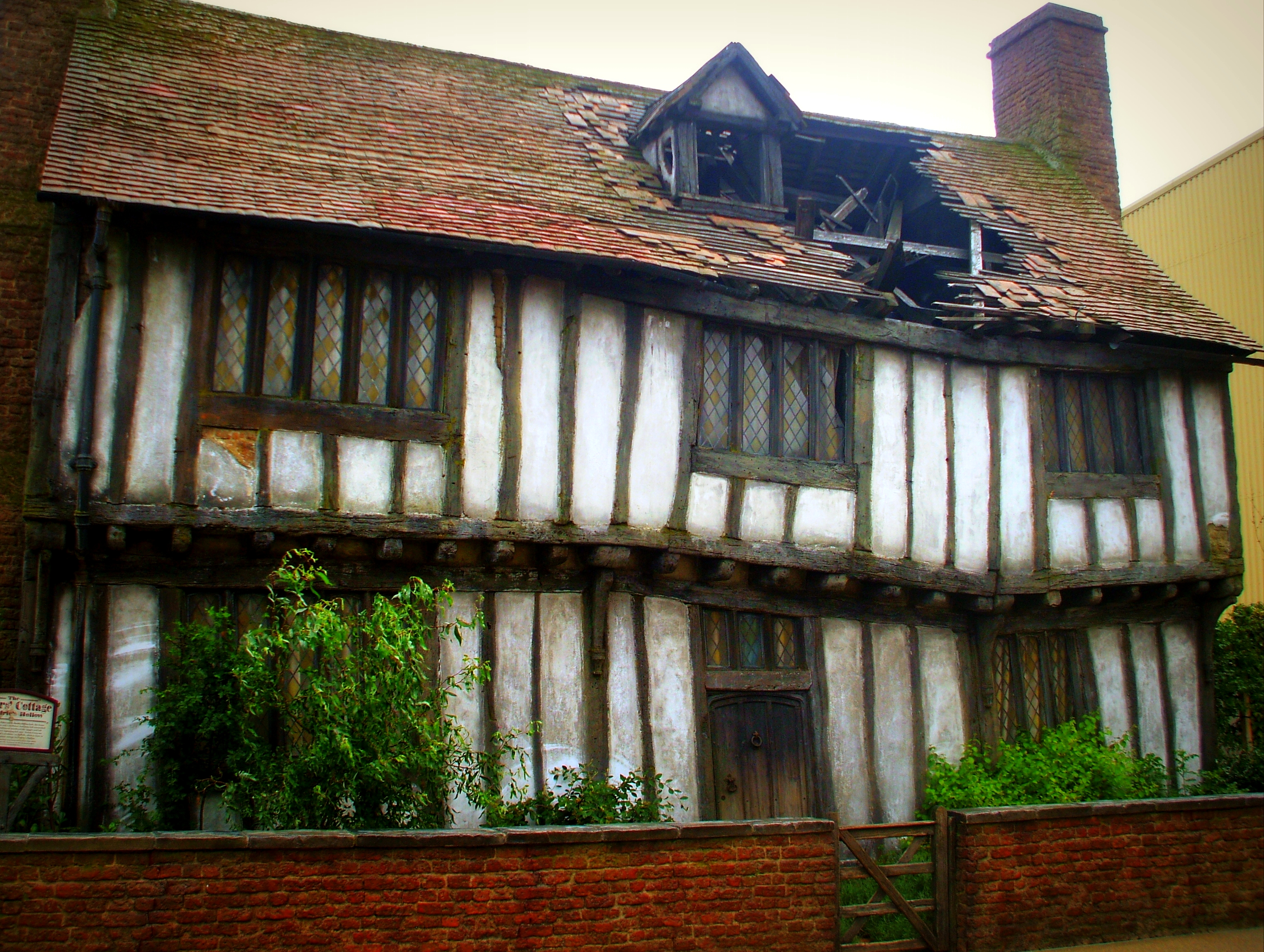
El refugi dels Potter a el cau de Goldric. Set de la pel·lícula a Warner Bros. Studios (Leavesden)

Harry, amb la companyia d'Hermione Granger torna al seu poble a les relíquies de la Mort per visitar les tombes dels seus pares. Un cop allà, veuen que en el cementiri de l'església del poble hi ha diverses personalitats màgiques enterrades, entre ells un membre de la família d'Hannah Abbot, Kendra i Ariana Dumbledore, Ignot Peverell i els Potter. La mare de Dumbledore es va mudar amb la seva família al cau de Goldric després de la mort del seu marit Percival a mans de tres muggles. Entre altres residents notables al poble es troben Bowman Wright, inventor de la papallona daurada, i Dolors Plorós, autora del llibre Història de la màgia.
Al centre de la plaça del cau de Goldric, hi ha un monument commemoratiu als caiguts en guerra, que es transforma màgicament en un monument commemoratiu a la família Potter — James, Lily i Harry — quan s'apropava un mag o un mag que no fos acompanyat per un muggle. Invisible pels muggles són també les restes de l'antiga casa de Harry, on van ser assassinats els seus pares, que es troben al final del carrer principal del poble. Gran part de la casa segueix en peu, però amb la part dreta del pis superior completament destrossada. Les ruïnes de la casa també es mantenen com a monument als Potter i per recordar la violència que va destrossar la família.
Rowling va confirmar implícitament, en una entrevista de Newsround per a la CBBC, la connexió entre el cau de Goldric i Nícanor Goldric Gryffindor, connexió que també va ser confirmada per Hermione Granger a Harry Potter i les relíquies de la Mort.

## Escoles

### Beauxbatons
L'Acadèmia de Màgia Beauxbatons (francès: Académie de Magie Beauxbâtons) és una escola de màgia que apareix per primer cop a Harry Potter i el calze de foc. La història de l'escola es remunta almenys set-cents anys, quan va començar a participar en el Torneig dels Tres Bruixots.

Escut de l'escola de màgia Beauxbatons

Se situa a algun lloc dels Pirineus i està formada per un impressionant castell envoltat de jardins. La majoria d'estudiants són francesos, encara que també té estudiants espanyols, holandesos, belgues, entre d'altres. Sempre ha tingut una relació cordial i rivalitat sana amb Hogwarts. Entre els estudiants més famosos s'hi troben els germans Flamel, alquimistes i Fleur Delacour, que va lluitar a la famosa Batalla de Hogwarts. La directora del centre és Madame Maxime, una semi-gegant. El menjar, segons Fleur Delacour és deliciós. Els estudiants usen uniformes de seda color blau i gris. En comptes de tenir cavallers amb armadures, són estàtues de gel que brillen com diamants les que flanquegen els passadissos de Beauxbatons durant l'època de nadal. Mentre que a les pel·lícules tan sols es mostren estudiants femenines, als llibres es menciona que l'escola és mixta, ja que durant el Ball de Nadal, dos nois de Beauxbatons inviten a ballar a les estudiants de Hogwarts Parvati i Padma Patil.
Al calze de foc, un gran grup d'estudiants de l'Acadèmia Beauxbatons arriba a Hogwarts gràcies a un gran carruatge de la mida d'una casa, moguda amb l'esforç d'uns cavalls amb ales. El carruatge és de color blau clar i té imprès a les portes l'escut de Beauxbatons. L'escut està format per dues varetes màgiques daurades creuades, amb tres estrelles que sorgeixen de cada una.
La frase beaux bâtons literalment significa precioses varetes en francès.

### Drumstrang
L'Institut Drumstrang de Màgia (alemany: Durmstrang-Institut für Zauberei) és una escola de màgia que també apareix per primer cop a Harry Potter i el calze de foc. La història de l'escola es remunta almenys set-cents anys, quan va començar a participar en el Torneig dels Tres Bruixots. Quan els estudiants arriben, Dumbledore els dona la benvinguda com «els nostres amics del nord» i Rowling va declarar que l'escola està localitzada al nord d'Escandinàvia. Tot i això, és una de les escoles de màgia amb la localització més secreta.

Escut de l'escola de màgia Drumstrang

L'Institut és conegut per fer èmfasi en l'estudi de les arts fosques. Mentre altres escoles de màgia es limiten a estudiar Defensa contra les arts diabòliques, els estudiants de Drumstrang en realitat les aprenen. Drumstrang ha caigut dues vegades en la seva història sota tutela de mags de dubtosa lleialtat. El primer d'aquests homes va ser Harfang Munter, que va ser anomenat el director de l'escola poc després de la misteriosa mort de la seva fundadora, la gran bruixa búlgara Nerida Vulchanova. Munter va establir la reputació de Drumstrang pels duels i la màgia marcial, que han estat part fonamental en el pla d'estudis en tota la història de l'Institut. El segon període fosc de l'Institut va arribar amb la direcció d'Igor Karkaroff, un antic cavaller de la mort. Va implantar una cultura de por i intimidació entre els estudiants i molts pares van treure als seus fills de Drumstrang.
Entre els estudiants més famosos s'hi troben Gallert Grindelwald, que va fer malbé la reputació de Drumstrang en convertir-se en un dels mags més perillosos del s. XX, i Viktor Krum, una estrella internacional de Quidditch que va millorar la reputació de l'escola. Grindelwald va talar el símbol de les relíquies de la Mort sobre les parets de l'Escola. Tot i que a Drumstrang s'ensenyen les Forces del Mal els experiments que va realitzar Grindelwald van sobrepassar els límits dels estàndard de l'escola, pel que va ser expulsat diverses vegades.
Els estudiants de Drumstrang utilitzen com a uniforme pells gruixudes de color vermell sang. La majoria dels seus estudiants són de nacionalitat russa o búlgara. Mentre que a les pel·lícules tan sols es mostren estudiants masculins, als llibres es menciona que l'escola és mixta.
Al calze de foc, un gran grup d'estudiants de l'Institut de Drumstrang arriba a Hogwarts mitjançant un gran vaixell, fosc i espectral. Aquest vaixell, sempre està amarrat en un llac d'una muntanya situada darrere de l'escola, però quan és estiu, els estudiants s'hi submergeixen en ell.
El nom de Drumstrang és probablement una al·lusió a la frase en alemany Sturm und Drang, que significa tempesta i tensió.

## Ronda d'Alla
La Ronda d'Alla (en anglès, Diagon Alley) és un carrer comercial fictici localitzat al centre de Londres, i és el primer contacte de Harry Potter amb el món màgic. És invisible pels muggles tot i que està permès l'accés als muggles que han d'acompanyar als seus fills mags. En aquest carrer, es venen les últimes novetats pel Quidditch, hi ha moltes botigues de roba i llibreries, la botiga de varetes màgiques Ollivanders, el banc Gringotts i els joves alumnes de Hogwarts poden adquirir el material escolar que necessiten per estudiar.
Hi ha una entrada a la Ronda d'Alla que es pot trobar passant per La marmita foradada, un bar/posada màgica que és invisible per als muggles i està situat entre una llibreria i una botiga de música. S'ha d'entrar a la posada i creuar-la fins a arribar a un petit pati posterior. Pressionant un maó del mur del pati, que es pot trobar contant tres dalt i dos horitzontals, tots els maons de la paret es mouen cap als costats, deixant veure el carrer. Com la Ronda d'Alla és un lloc molt concorregut, hi ha altres formes d'arribar-hi, que normalment és mitjançant un aparetratge o la pols migratòria, mitjans de transport màgics. Stuart Craig, dissenyador de producció de les pel·lícules de la sèrie, va seguir l'estil de l'arquitectura victoriana més antiga i va recrear el decorat de la Ronda d'Alla amb una arquitectura «tan inclinada que semblés que s'anava a enfonsar».
Al DVD de Harry Potter i la cambra secreta, s'inclou una 'visita guiada' en vídeo de la Ronda d'Alla, aparentment rodat al set original de la pel·lícula. En la primera pel·lícula, l'entrada a La marmita foradada es va filmar a Bull's Head Passage, a Leadenhall Market, Londres. A la sisena pel·lícula, va ser filmat a Charing Cross Road, entre una llibreria i una tenda de topografia. Finalment, es va revelar que la localització real de la Ronda d'Alla és un carrer anomenat Cecil Court, localitzat a prop de la Plaça Leicester, Londres.
El nom de Ronda d'Alla (en anglès, Diagon Alley) pretén ser un joc de paraules amb rondalla, si es llegeix de pressa.

### Articles de Qualitat pel Quidditch

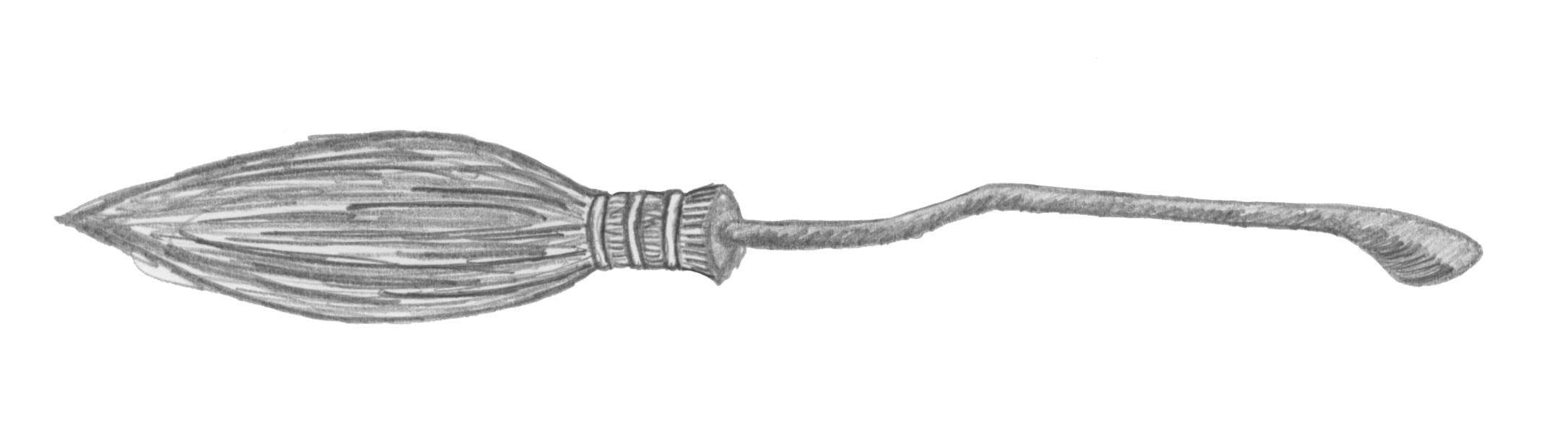
Dibuix d'una Nimbus 2000

Articles de Qualitat pel Quidditch (en anglès, Quality Quidditch Supplies) és una tenda que ven escombres i productes relacionats amb el Quidditch. Els aparadors de la tenda solen atraure a molts joves que miren els productes amb ànsia. Els seus articles més famosos en exhibició són la Nimbus 2000 i la Raigdefoc, una escombra que s'utilitza a les lligues professionals de Quidditch les quals Harry més tard va posseir. Harry va passar tot l'estiu anterior al seu tercer any a Hogwarts mirant la Raigdefoc exhibida a l'aparador, el preu de la qual només estava disponible a petició. Ron sempre ha anhelat tenir un equip de Quidditch complet amb les túniques dels Chudley Cannons, que també es venien a la tenda.

### Ronda de Golallop
La Ronda de Golallop (en anglès, Knoockturn Alley, un joc de paraules de la paraula nocturnally (nocturn)) és un carreró fosc i lúgubre, que neix de la Ronda d'Alla, al qual els muggles no tenen accés. És freqüentat en la seva majoria per mags tenebrosos. La majoria dels negocis del carreró són tendes dedicades a les Forces del Mal, la botiga més gran és Borgin i Brukes, que ven objectes sinistres i perillosos. Davant de Borgin i Brukes hi ha una botiga amb un aparador ple de caps i dues botigues més avall, hi ha una botiga que exhibia una gàbia plena d'aranyes negres gegants.
Harry arriba a la Ronda de Golallop a Harry Potter i la cambra secreta, quan accidentalment (en la versió cinematogràfica) s'equivoca pronunciant el nom de Ronda d'Alla mentre utilitza la pols migratòria per poder arribar-hi. Hagrid, que havia anat al carreró per comprar repel·lent per a llimacs carnívors per l'hort de carabasses de Hogwarts, salva a Harry d'una bruixa malvada que s'havia trobat quan passejava per la Ronda de Golallop. Hagrid porta a Harry a la Ronda d'Alla, on es troben a Hermione, que els porta amb els Weasley.

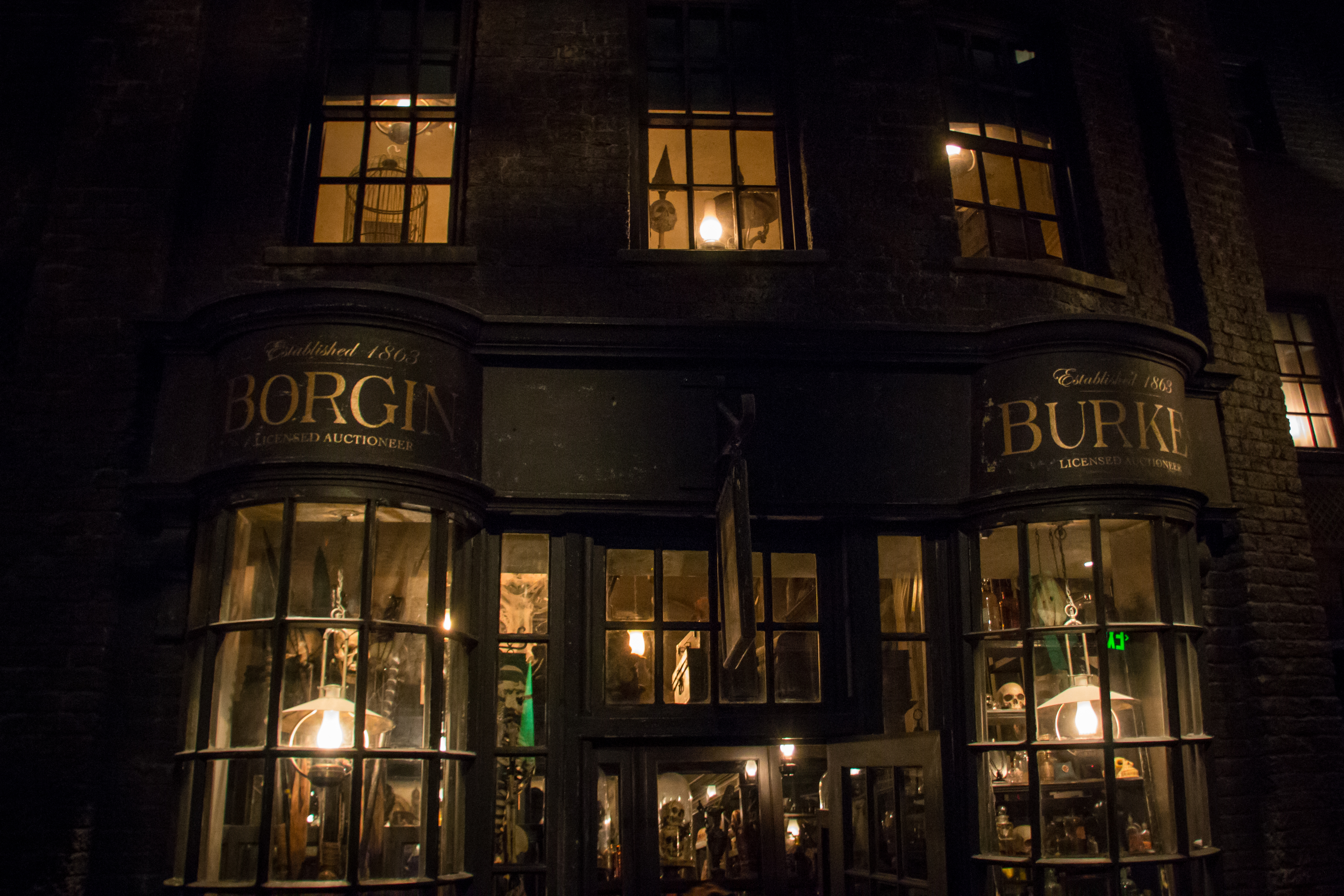
La botiga Borgin and Burkes de la Ronda de Golallop a Universal Studios, Florida

#### Borgin i Burkes
Borgin i Burkes és una antiga botiga, especialitzada en les Forces del Mal, localitzada a la Ronda de Golallop. La botiga ven diversos artefactes tenebrosos i perillosos com un collaret d'òpal maleït, una Mà de la Glòria i un armari evanescent, que va ser utilitzat per Draco Malfoy per infiltrar a un petit grup de cavallers de la mort a Hogwarts al misteri del príncep.
Lord Voldemort va treballar a la tenda després de deixar Hogwarts, a mitjans de la dècada de 1940. Els propietaris de la tenda són Caractacus Bruke i el Sr.Borgin, encara que l'últim és l'únic propietari que apareix en els llibres.

### La Marmita Foradada

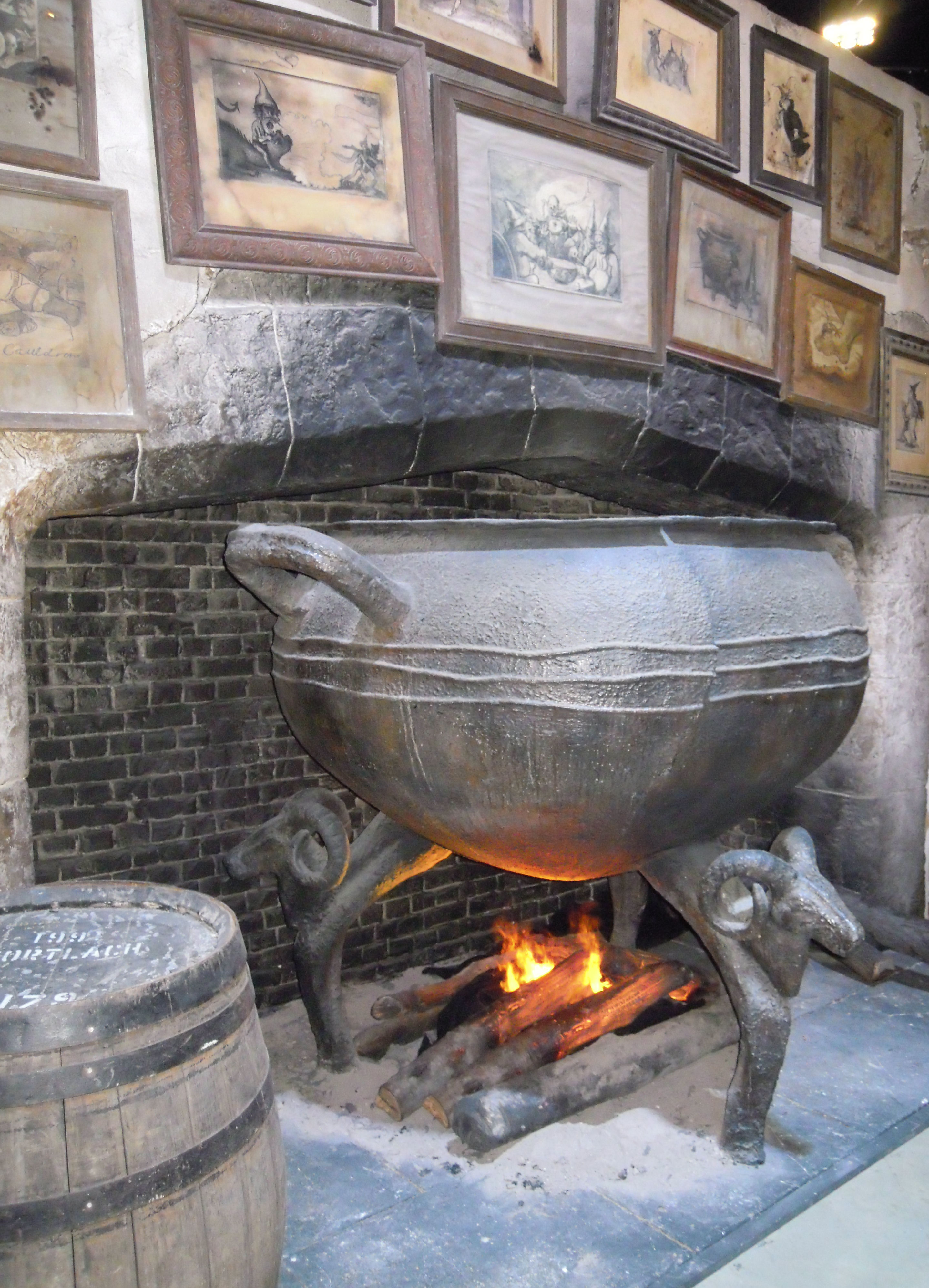
Set de La Marmita Foradada, Ronda d'Alla. Set de filmació de Harry Potter a Warner Bros. Studios, Leavesden, UK

La Marmita Foradada (en anglès, The Leaky Cauldron) és el pub més antic de Londres. És una taverna/posada petita, fosca i acollidora, localitzada al carrer muggle de Charing Cross Road, Londres. Ofereix menjar, begudes i també el lloguer d'algunes habitacions perquè puguin dormir els mags viatgers que venen de lluny. Va ser fundat per Daisy Dodderidge (1467-1555) l'any 1500 «per a servir com una porta entre el món muggle i la Ronda d'Alla».
En el pis principal, la posada té el bar, diversos salons privats i un gran menjador, i en els pisos més alts és on es troben les habitacions. Harry va quedar-s'hi en una habitació a Harry Potter i el pres d'Azkaban, després de fugir del carrer Privet. Es va allotjar en l'habitació número onze, que té un mirall que pot parlar i un llit amb un capçal de fusta tallada.
En entrar per la porta, es troba un menjador, amb una gran xemeneia al mig.Lles parets interiors de maó enguixat són emmarcades per llargues bigues de fusta i finestres altes. La taverna serveix com a entrada a la Ronda d'Alla des del món muggle.

### Palau del Mussol

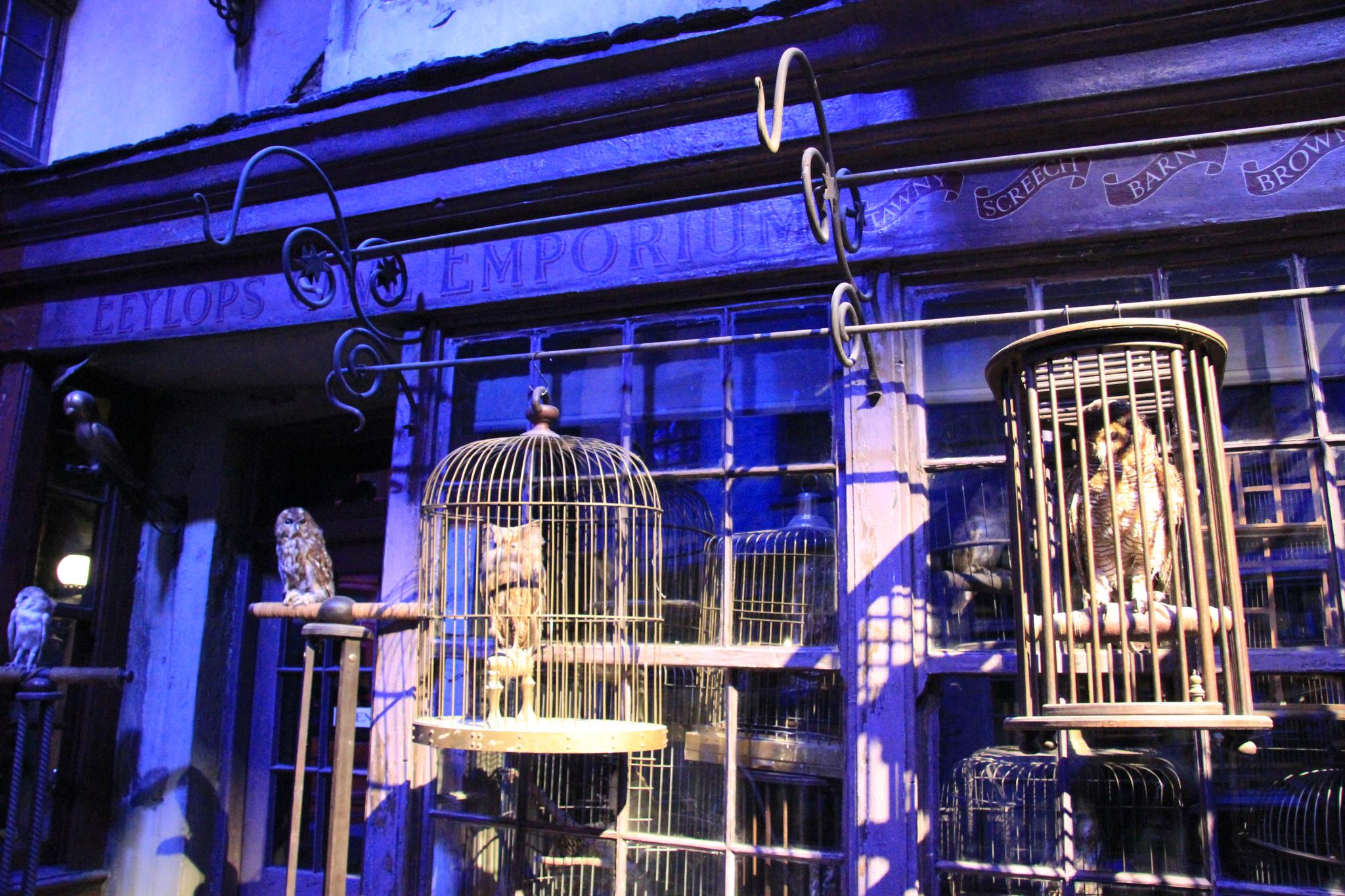
Set Palau del Mussol a Warner Bros. Studio Tour London: The Making of Harry Potter.

El Palau del Mussol (en anglès, Eeylops Owl Emporium) és una tenda que ven una gran varietat d'òlibes i productes com gàbies i menjar per òlibes. Endins, «era fosc i estava ple d'ulls brillants i murmuris». És en aquesta tenda on Hagrid compra l'òliba blanca de Harry, Hedwig, com a regal d'aniversari a Harry Potter i la pedra filosofal.

### Equipament Màgic Wiseacre
Equipament Màgic Wiseacre (en anglès, Wiseacre's Wizarding Equipment) ven tota classe de productes que s'utilitzen en el món màgic. Harry va comprar el seu primer telescopi en aquesta tenda de la Ronda d'Alla.

### Florean Fortescue
Florean Fortescue és una gelateria situada a la Ronda d'Alla fundada per Florean Fortescue, un comerciant que ven gelat i altres llaminadures. Harry hi va passar allà hores treballant en els seus deures de l'escola abans de començar el seu tercer any a Hogwarts. El senyor Fortescue ajudava al Harry amb les seves tasques escolars i li anava donant gelats de crema i caramel gratis cada mitja hora. A finals d'aquell estiu, Harry es retroba amb Ron i Hermione en aquesta gelateria. J.K Rowling ha afirmat que el senyor Fortescue té una trama fantasma i oculta però que mai va aparèixer als llibres. Harry al pres d'Azkaban descobreix que Florean té molts coneixements de mags medievals i que un exdirector de Hogwarts formava part de la família Fortescue. Al misteri del príncep, la gelateria es va tancar i Fortescue va desaparèixer. Rowling va confirmar que va ser assassinat.

### Gargots i Nibres
Gargots i Nibres (en anglès, Flourish and Blotts) ven una gran varietat de llibres màgics, entre ells llibres per als cursos escolars de Hogwarts o llibres d'interès màgic general. Stuart Craig segueix l'estètica de la Ronda d'Alla per decorar l'interior de la llibreria, amb «espirals impossibles de llibres que no obeeixen les lleis de la física i del món natural». En aquesta llibreria no tan sols es venen llibres d'actualitat, també ofereix llibres de segona mà, dels quals sempre compra la família Weasley, ja que no tenen grans recursos per comprar material per a l'escola.

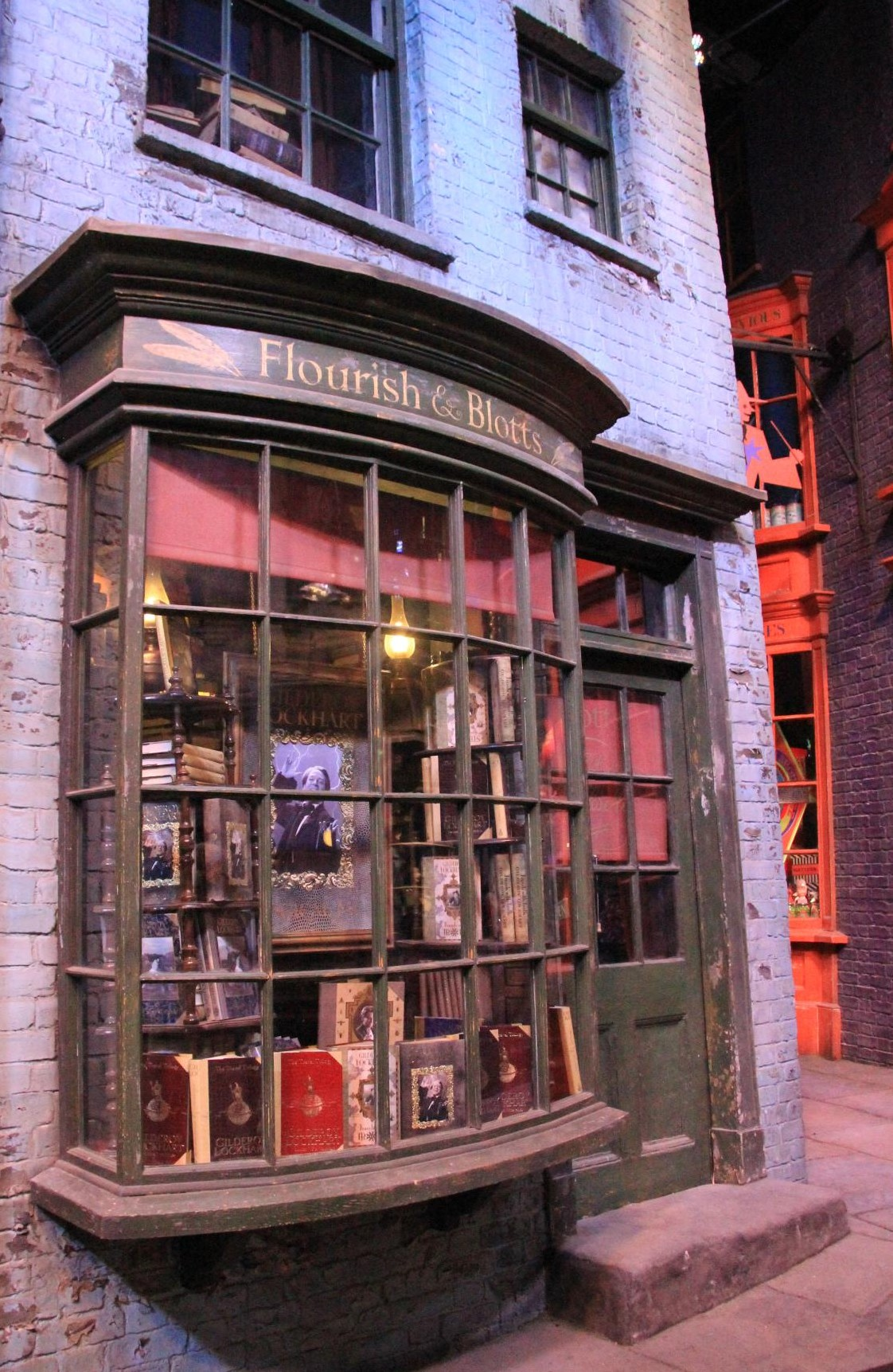
Gargots i Nibres. Set a Warner Bros. Studios (Leavesden)

A la cambra secreta, el famós autor Gilbert Decors firma còpies de la seva autobiografia, anomenada L'Encantador (El meu jo màgic a la pel·lícula), en la tenda el dia que Harry compra els seus llibres per al segon curs escolar de Hogwarts. La seva firma va atraure una gran quantitat d'aficionats, la majoria dels quals eres dones de mitjana edat. És a Gargots i Nibres on Lucius Malfoy deixa el diari de Tod Morvosc Rodlel dins del llibre amb aspecte vell de Transfiguració de Ginny Weasley, causant així l'inici dels esdeveniments de la cambra secreta.
Usualment, hi ha una exhibició de llibres d'encanteris però al pres d'Azkaban, l'aparador de la tenda té una gàbia de ferro plena de còpies del Monstruós llibre dels monstres. Per a bregar amb l'atroç llibre, utilitzat en les classes de Hogwarts de Cura de Criatures Màgiques a Harry Potter i el pres d'Azkaban, el venedor havia de portar guants gruixuts i colpejar els llibres amb un gran bastó de nusos per evitar que es destrossessin entre ells. El venedor va afirmar que lidiar amb aquests llibres era pitjor que quan li van portar dos-cents llibres d'El llibre invisible de la invisibilitat i es van perdre.
A les relíquies de la Mort, es ven amb gran èxit la biografia d'Albus Dumbledore Vida i mentides d'Albus Dumbledore, escrit per la periodista Rita Skeeter, un llibre que es va esgotar abans de ser posat en venta.

### El Saltiró i l'Ensurt: Objectes de Broma Màgics
El Saltiró i l'Ensurt: Objectes de Broma Màgics (en anglès, Gambol and Japes) és una tenda d'articles de broma. Tan sols és mencionada al llibre Harry Potter i la cambra secreta, on Fred i George Weasley i Lee Jordan es proveeixen de «Fabuloses bengales del doctor Filibuster, que no necessiten foc perquè es prenen amb la humitat».

### Gringotts

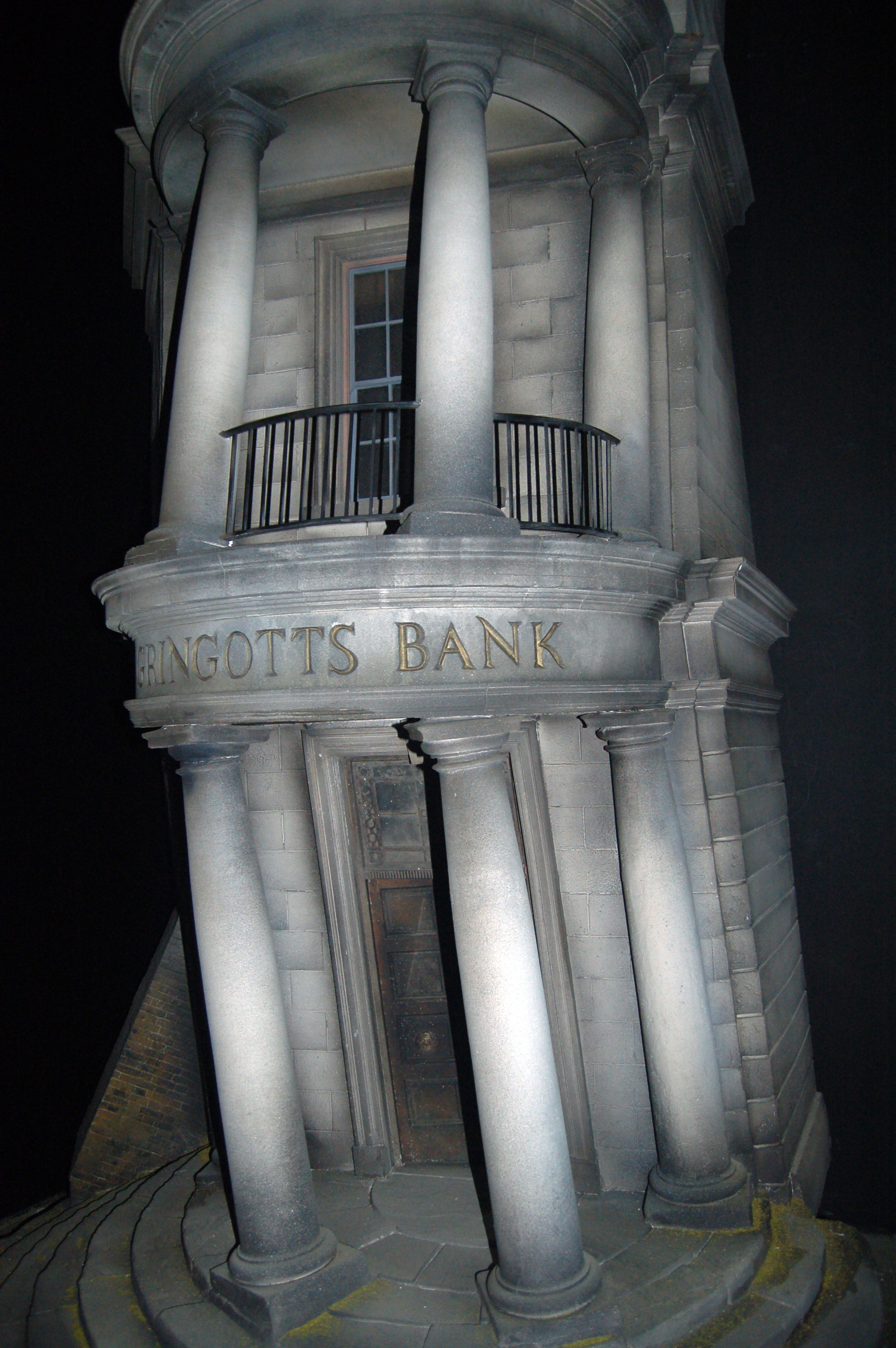
Gringotts. Set a Warner Bros. Studios (Leavesden)

Gringotts és l'únic banc conegut en el món màgic, i funciona gràcies al treball d'una gran quantitat de globlins. És un edifici blanc com la neu, que s'alça sobre els petits comerços, situat a prop de la intersecció entre la Ronda de Golallop i la Ronda d'Alla. Dins, hi ha un ampli vestíbul de marbre amb llargs aparadors que s'estenen al llarg d'aquest. Un centenar de gnoms asseguts en tamborets alts, darrere de cadascun dels aparadors, escriuen en grans llibres de comptes, pesen monedes en balances i examinen pedres precioses amb lupa.
Mags i bruixes guarden els seus diners i altres objectes valuosos en cambres cuirassades que estan protegides amb mesures de seguretat molt complexes. Les cambres s'estenen per quilòmetres sota Londres i s'arriba a elles a través d'uns carros petits conduïts per globlins, que circulen per uns túnels de roca sòlida sobre uns raïls en miniatura.
Quan Harry visita per primer cop Gringotts, Hagrid li adverteix que «caldria estar boig per intentar robar a Gringotts». Els globlins són extremadament cobejosos i protegeixen els seus diners i tresors a qualsevol preu, que és la raó per la qual són els guardians ideals dels tresors del món màgic. A més a més, d'acord amb Hagrid, a part de Hogwarts, Gringotts és considerat «el lloc més segur del món per al que vulguis guardar».

Hi ha un gran nombre de mètodes per obrir les cambres dels passadissos interns de Gringotts. La majoria d'aquestes, com la de Harry, s'obren mitjançant unes petites claus daurades. Però les cambres de seguretat més altes, poden tenir diversos encanteris i altres mesures de seguretat en la porta. Per exemple, la porta de la cambra 713, que va guardar durant un temps la pedra filosofal, només pot obrir-se si la porta és tocada per un globlin certificat de Gringotts. Si qualsevol altra persona toca la porta, serà succionat per la cambra, en la qual tan sols es revisa els lladres que hi ha atrapats un cop cada deu anys. Els dracs protegeixen les cambres de màxima seguretat, que es troben en els confins més baixos del banc, i una cascada subterrània, sota l'encanteri el Saltant del Lladre, anul·la els encanteris usats per lladres per a poder entrar al banc.

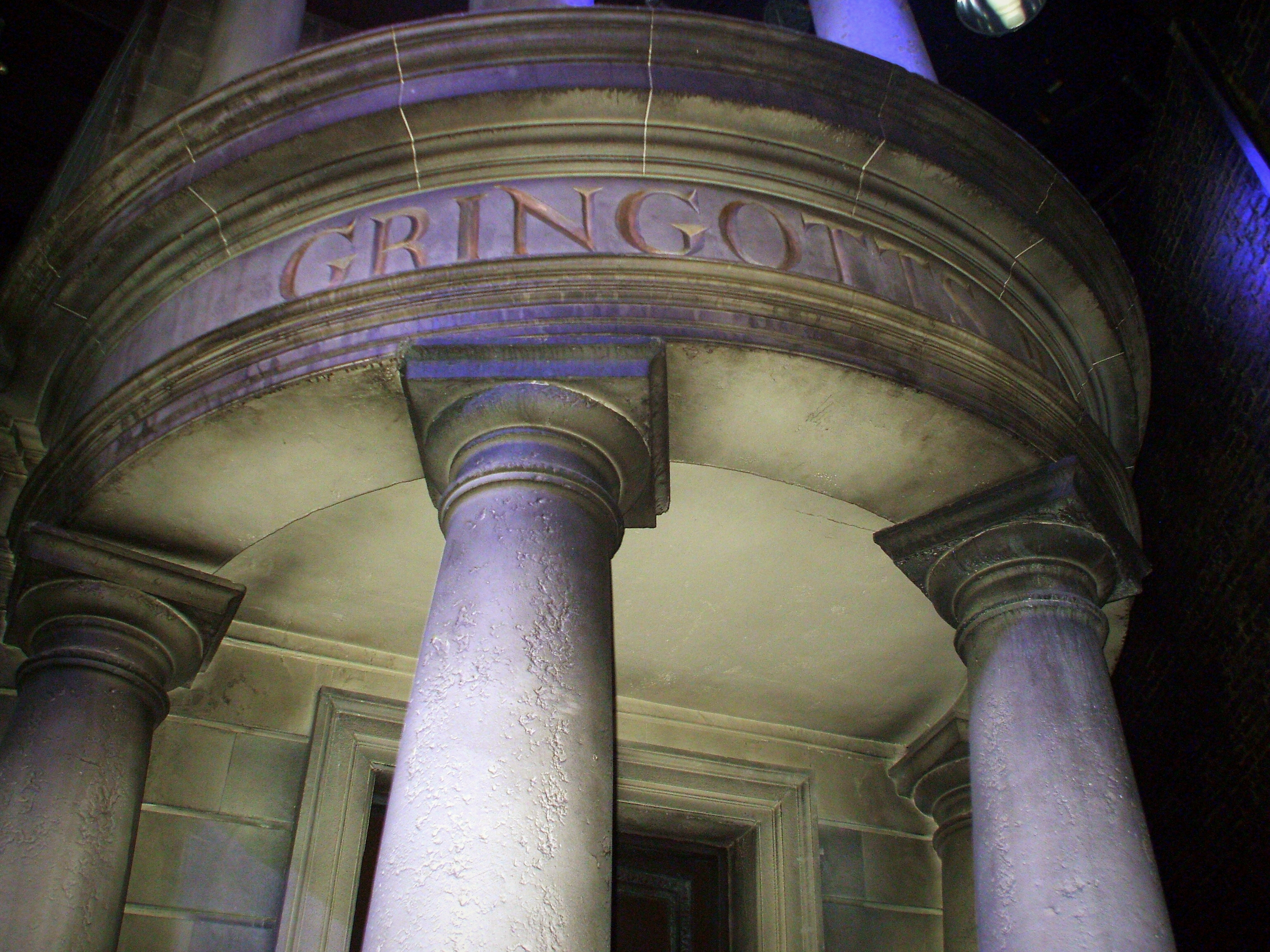
Gringotts. Set a Warner Bros. Studios (Leavesden)

En les relíquies de la Mort, Harry, Ron i Hermione, ajudats Griphook, entren a la cambra de Bel·latrix Lestrange, on un Horricreu de Voldemort —la copa d'Helga Hufflepuff, una de les fundadores de Hogwarts— estava amagat. Tots els objectes que hi havia guardats en la cambra tenien sobre ells la maledicció Gemino —que provoca que qualsevol objecte es multipliqui ràpidament en ser tocat— i la maledicció Flagrante—que provoca que qualsevol objecte s'escalfi en ser tocat. Tots tres aconsegueixen escapar amb l'Horricreu en pujar sobre el drac mig cec que s'utilitzava com a mecanisme de seguretat. La majoria del personal que treballa a Gringotts són globlins, però també hi ha empleats humans. A la pel·lícula de les relíquies de la Mort, quan Harry, Ron i Hermione entren a Gringotts hi ha guàrdies de seguretat que són humans.

### Madame Malkin: Túniques per a totes les Ocasions
Madame Malkin: Túniques per a totes les Ocasions (en anglès, Madam Malkin's Robes for All Occasions) és una tenda de roba de la Ronda d'Alla que ven túniques i altres peces de vestir, entre elles les túniques negres lises estàndard de Hogwarts o túniques de gala. A la botiga, Madame Malkin i els seus assistents fan les túniques a mida dels seus clients. Malkin és un terme arcaic per a una vella rondinaire.
Harry té dues trobades amb Draco Malfoy a la tenda de Madame Malkin. La primera trobada es produeix quan Harry es troba per primer cop a un mag de la seva edat, Malfoy, a Harry Potter i la pedra filosofal. Harry es queda desconcertat amb les preguntes de Malfoy, ja que encara no estava familiaritzat amb diversos aspectes del món màgic. La segona trobada es produeix just abans del començament del sisè any de Harry a Hogwarts, al misteri del príncep. Aquesta és una trobada molt més desagradable i ràpidament es converteix en una mena de duel, del qual Malfoy i Narcisa se'n van disgustats.

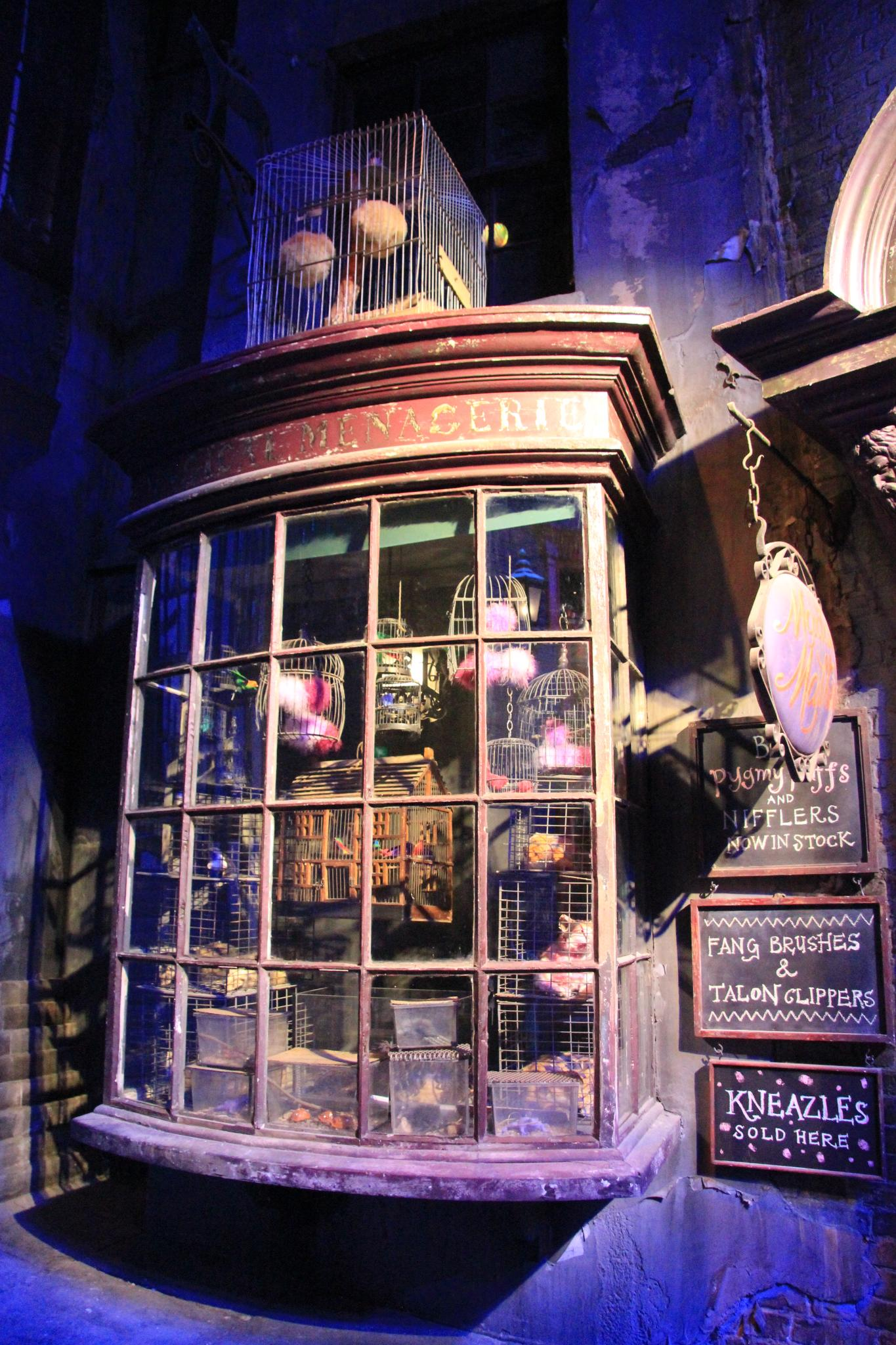
Negoci d'animals màgics. Set a Warner Bros. Studios (Leavesden)

### Negoci d'animals màgics
El negoci d'animals màgics (en anglès, Magical Menagerie) és una tenda d'animals que ven criatures, a més a més de vendre criatures màgiques, també ven articles per a la cura i la salut animal. La botiga és molt petita, amb una olor molt fort i sorollosa, pel fet que, segons Harry i els seus amics, «fins a l'últim centímetre de la paret estava cobert per gàbies». Entre les criatures que hi ha en la botiga es poden trobar gripaus grans i vermells, una tortuga gegant amb joies incrustades en la closca o serps venenoses de color taronja, un conill blanc que es transforma en un barret de copa de seda, gats de tots els colors o una gàbia plena de rates negres a l'aparador.
Harry, Ron i Hermione visiten la botiga al pres d'Azkaban, Ron per comprar un tònic per rates per a la seva rata Scabbers (Ben Babbaw) i Hermione per comprar-se una òliba. Els atén una bruixa amb unes ulleres molt grans i de color negre. Finalment Hermione es compra un gat, anomenat Malifet.

### Negoci de calderes
El negoci de calderes (en anglès, Potage's Cauldron Shop) és una botiga que ven diverses varietats de calderes «coure, peltre, plata, unes que es poden autoregirar», d'acord amb un cartell fora de la botiga. Està situada a prop de l'entrada de La Marmita Foradada. Hogwarts demana als estudiants pels cursos escolars un calder de peltre de mesura dos, tal com es mostra en el llistat de llibres necessaris a la pedra filosofal.

### Ollivanders

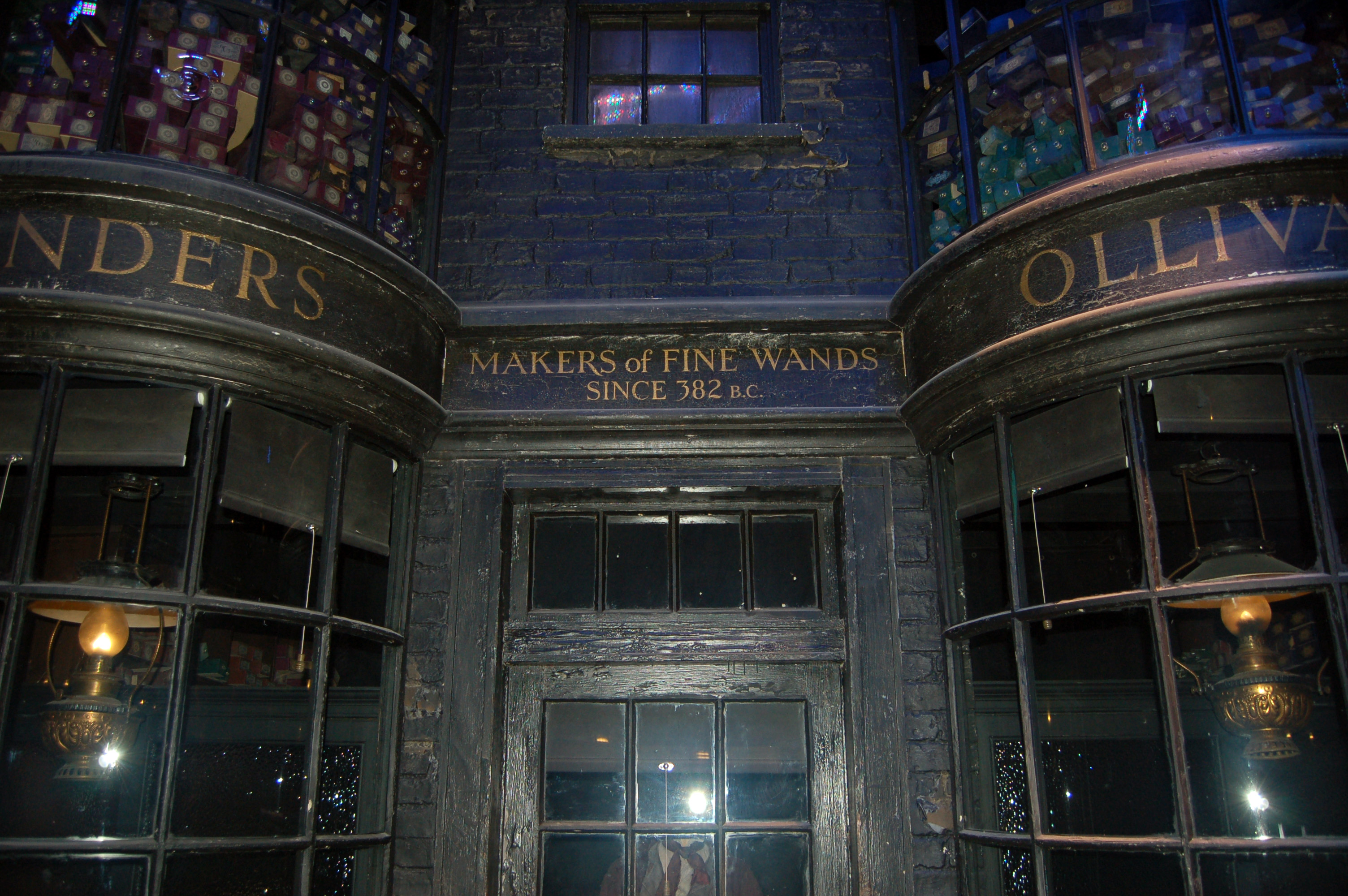
Ollivanders. Set a Warner Bros. Studios (Leavesden)

Ollivanders és una botiga de varetes màgiques, descrita per Harry com una tenda «estreta i amb mal aspecte. Sobre la porta, en lletres daurades, es pot llegir: Ollivanders: fabricants d'excel·lents varetes des del 382 aC» A l'aparador, sobre un coixí d'un destenyit color púrpura, hi ha una única vareta. És un lloc petit i buit, amb només una cadira llargueruda. Hi ha milers d'estretes caixes, amuntonades curosament fins al sostre.
El Senyor Ollivander, un vell de cabell blanc i ulls grans i pàl·lids, fabrica i ven varetes màgiques a les bruixes i mags que comencen el seu primer any escolar a Hogwarts o als que se'ls ha trencat la seva antiga vareta. Té una memòria eidètica pel que fa a totes les varetes que ven. Per determinar quina és la millor vareta per a una bruixa o mag, el senyor Ollivander mesura diverses parts corporals (en el cas de Harry, les fosses nasals) i després comprova les reaccions de diverses varetes cap al client, procés que fa que «la vareta triï al mag».
La botiga va tancar a Harry Potter i el misteri del príncep, quan el senyor Ollivander va desaparèixer quan Voldemort va ordenar als cavallers de la mort que el segrestessin en un intent de descobrir més sobre la relació entre la seva vareta i la de Harry. Harry rescata al senyor Ollivander a les relíquies de la Mort.

### Petites Parades de venda
A part de tots els negocis que hi ha, la Ronda d'Alla també té petites parades en les quals es venen una àmplia varietat d'objectes màgics, menuderies o aliments dolços. A Harry Potter i el misteri del príncep, diversos mags i bruixes aprofiten la por generalitzada en la societat màgica pel retorn de Lord Voldemort per obtenir beneficis econòmics. Munten parades de venda d'amulets i altres objectes, que suposadament protegeixen contra els homes llop, Demèntors i Ínfers. Tot i vendre's com a botigues de protecció contra les Forces del Mal, són llocs de venda il·legals i una estafa. Arthur Weasley, és un dels que està a càrrec d'arrestar els propietaris d'aquestes parades.

### Slug and Jiggers

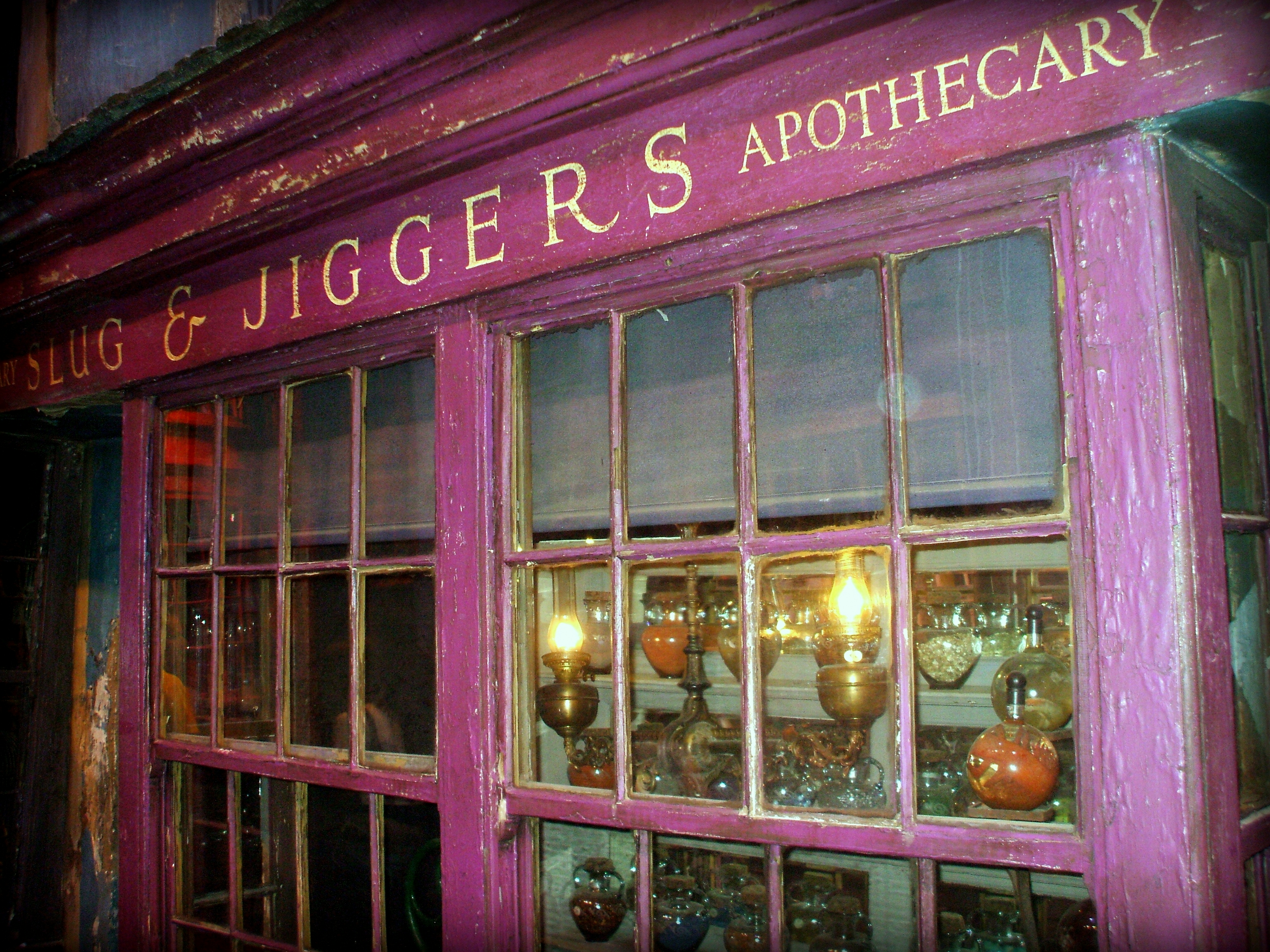
Slug and Jiggers. Set a Warner Bros. Studios (Leavesden)

L'apotecari Slug and Jiggers ven balances, pocions i ingredients per pocions. La botiga és fascinant tot i que fa mala olor —segons Harry, «una barreja d'ous descomposts i cabdell podrit». A l'interior hi ha «barrils d'una substància viscosa, pots amb herbes, arrels seques i pólvores brillants a les parets», a més de «manolls de plomes, fileres d'ullals i arpes penjant del cel ras».
Alguns dels ingredients disponibles a la botiga són «banyes d'unicorn platejat, a vint-i-un Galions cadascun, i minúsculs ulls negres brillants d'escarabats, a cinc Knuts la cullerada», a més de «fetge de drac, a disset Sickles el quilo».

### Bromes dels Bruixots Bessons

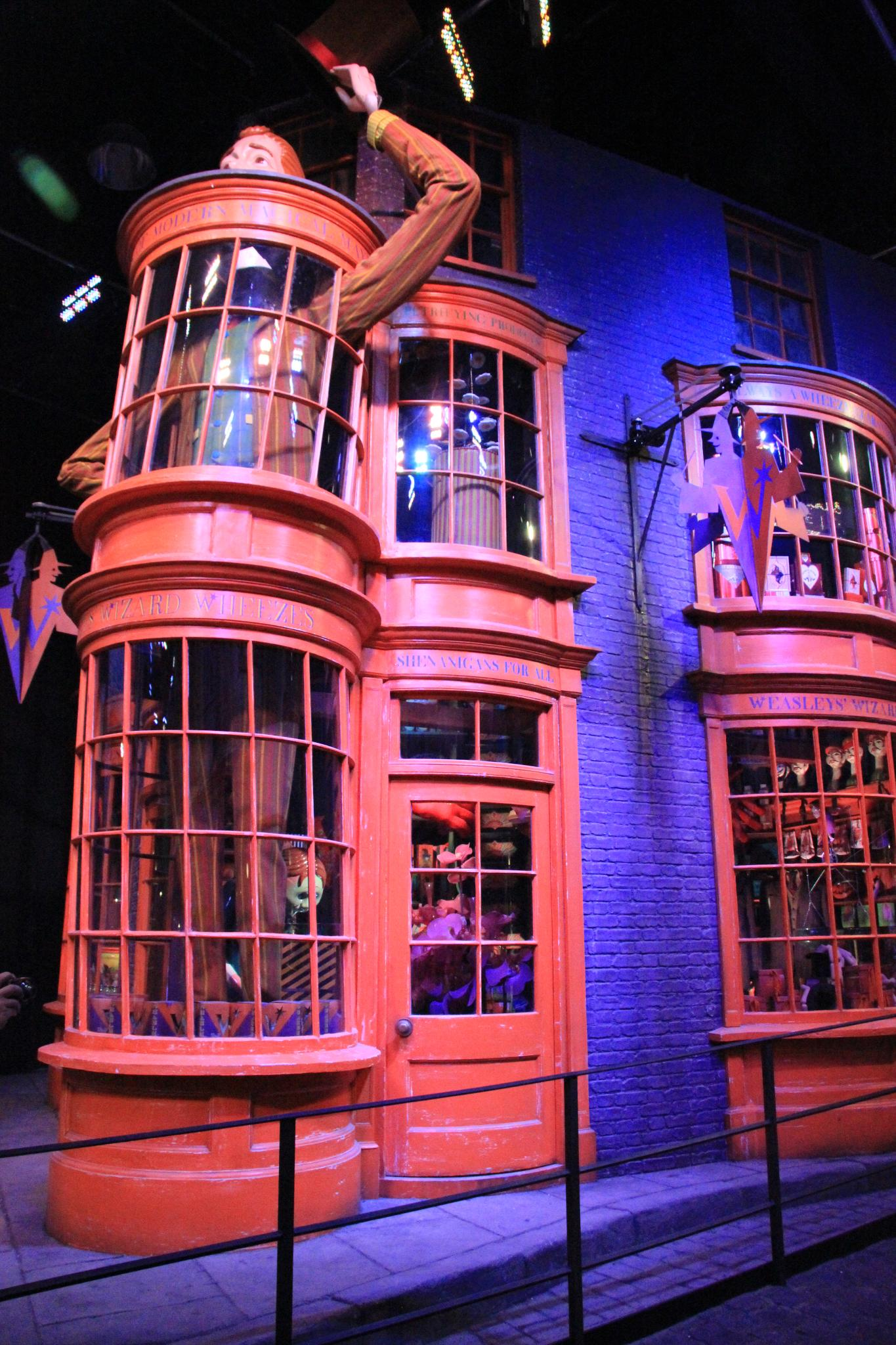
Bromes dels Bruixots Bessons. Set a Warner Bros. Studios (Leavesden)

Bromes dels Bruixots Bessons (en anglès, Weasleys' Wizard Wheezes) és una popular botiga d'articles de broma, que va començar com un petit negoci escolar creat per Fred i George Weasley a Harry Potter i el calze de foc, fent comandes per òliba (correu mag). Obre les seves portes en el número noranta-tres de la Ronda d'Alla en l'estiu del misteri del príncep, gràcies als diners que Harry va obtenir al guanyar el Torneig dels Tres Bruixots, que els va deixar com a capital inicial perquè poguessin tenir una botiga. La botiga ràpidament es va convertir en un gran èxit. Bromes dels Bruixots Bessons ven articles per a fer bromes i trucs, dolços, pocions d'amor, productes màgics de defensa, entre d'altres. El front de la botiga és descrit com «un espectacle de focs artificials» comparat amb les altres botigues de la Ronda d'Alla a Harry Potter i el misteri del príncep. Alguns dels seus productes són assortits per evitar anar a classe, varetes màgiques falses o orelles extensibles, entre d'altres.
L'edifici és alt, està pintat de color púrpura i té una figura mòbil de sis metres d'un dels bessons Weasley, vestits «amb el típic color taronja dels Weasley». La figura mou els ulls i les celles, aixeca i torna a baixar el barret de copa que cobreix un conill que apareix i desapareix. En la pel·lícula de Harry Potter i el misteri del príncep, l'edifici alt destaca clarament amb la resta de botiguesde la Ronda d'Alla, contrastant amb la paleta de colors.
Va haver de tancar-se temporalment a les relíquies de la Mort, ja que els cavallers de la mort vigilaven a tota la família Weasley per la seva relació tan íntima amb Harry Potter. Tot i això, els germans bessons Weasley van continuar amb el negoci fent comandes per òliba (correu mag).
En entrevistes després de la publicació de les relíquies de la Mort, Rowling va dir que George va reobrir la botiga de la Ronda d'Alla, que «es va convertir en una enorme màquina de fer diners». Ron va treballar per a ell durant un temps abans de començar a entrenar per ser Auror i anar a treballar a la Conselleria d'Afers Màgics.

### Twilfitt and Tatting
Twilfitt and Tatting és una botiga de la Ronda d'Alla que ven roba. És esmentada en el misteri del príncep per Narcisa Malfoy «ara veig quina classe de gentalla (Hermione) compra aquí (Madame Malkin). Serà millor que anem a Twilfitt and Tatting».

## Hogsmeade
Hogsmeade és l'únic llogaret a Gran Bretanya habitat exclusivament per mags, bruixes i altres éssers màgics, i està localitzat al nord-oest de Hogwarts, a les Terres Altes d'Escòcia. Stuart Craig va admetre que «Hogsmeade és la versió rural de la Ronda d'Alla. [... ]Feia falta un distintiu per al poble, i es va decidir que Hogsmeade estaria per sobre de la cota de Neu, atorgant al poble una sensació remota». Es per això, que en totes les aparicions, el poble està recobert de neu. Va ser fundat pel mag medieval Hengist de Woodcroft. Els edificis d'Hogsmeade estan coberts de granit gris, que es troba en les muntanyes escoceses, i tenen les característiques de l'arquitectura escocesa del s. XVII: taulades molt escarpades, petites finestres en galeria i xemeneies altes i primes. L'edifici de Les Tres Escombres és el més famós del poble. Les Tres Escombres és una posada antiga construïda on estava la casa de Woodcroft, i va ser el teló de fons per a diferents esdeveniments màgics dramàtics com la rebel·lió dels globlins de 1612 (les habitacions més altes van servir com a caserna general de la Conselleria d'Afers Màgics en els seus intents d'posar fi a la protesta a les Terres altes d'Escòcia).
Hogsmeade té un únic carrer principal, en el qual es troben la majoria de les botigues i cases de tota la comunitat màgica que viu en el poble. Però també hi ha alguns carrerons que neixen del principal on també hi ha llocs històrics del poble com Cap de Senglar o el saló de te de Madam Puddifoot's. Els estudiants de Hogwarts des del tercer any cap endavant fan excursions a Hogsmeade, sempre que tinguin el permís signat per un pare o tutor. Els estudiants principalment freqüenten el carrer principal del poble, on estan les botigues i posades, però també aprofiten les excursions per anar a veure la misteriosa Ca l'Alfred.
Hogsmeade dona nom a l'estació de tren que és el final de la ruta recorreguda pel Hogwarts Express, que transporta els estudiants de Hogwarts cap a Londres o a la inversa. Des d'aquí els estudiants van caminant o agafen un carruatge que els porta entre Hogsmeade i Hogwarts.
El poble d'Hogsmeade no va aparèixer en la sèrie cinematogràfica fins a Harry Potter i el pres d'Azkaban. Des d'aquest moment, va aparèixer també a l'Ordre del Fènix, el misteri del príncep i les relíquies de la Mort: part 2.

### Cap de Senglar
Cap de Senglar (en anglès, Hog's Head) és una taverna que normalment atrau clientela amb mala fama i fins i tot, hi ha clients que oculten el seu rostre per no ser reconeguts. Un espatllat rètol de fusta penjat a la porta d'entrada de la taverna té un dibuix d'un cap de senglar tallat, que degota sang a un drap blanc que l'envolta. La taverna té el terra ple de capes de porqueria i les finestres amb molt de greixum, per les que hi entra molt poca llum. El pis principal tan sols té una sala, petita, lúgubre i molt bruta però en els pisos més alts hi ha habitacions addicionals. Harry nota que l'establiment fa olor de cabres. En el saló principal, penja d'una paret un gran cap de senglar que mou els ulls, mou el musell per a ensumar i baveja profusament. La persona encarregada de preparar i servir les begudes és Aberforth Dumbledore, germà d'Albus Dumbledore, encara que això no es revela fins a l'últim llibre. Stuart Craig comenta que «Cap de Senglar és una exageració d'un pub típic de Londres. […] Hi ha gruixudes bigues, parets inclinades i el terra és irregular. Però tot està molt més exagerat».
Malgrat la seva desastrosa reputació, Cap de Senglar ha estat seu de diversos esdeveniments importants en el món de Harry Potter. La posada va ser la caserna general de la Rebel·lió dels Globlins de 1612. Uns mesos abans que Harry naixés, va ser en aquest negoci on la vident Sibil·la Trelawney va revelar la profecia que connectava a Voldemort i Harry durant una entrevista amb Dumbledore per aconseguir la feina de mestre d'endevinació a Hogwarts. En aquesta entrevista, el professor Severus Snape escolta la primera part de la profecia. També és el lloc on Hagrid va guanyar un ou de drac (Norbert) en una aposta amb el professor Quirinus Quirrell (Voldemort). A l'Ordre del Fènix, la primera reunió de l'Exèrcit d'en Dumbledore es duu a terme en secret en aquest establiment.
Durant les relíquies de la Mort, Aberforth revela un passatge secret que uneix Cap de Senglar amb la Sala dels Menesters de Hogwarts, on l'Exèrcit d'en Dumbledore instal·la la seva caserna general. Aquest passatge està amagat darrere d'un retrat d'Ariana Dumbledore, germana petita d'Albus i Aberforth. Abans de començar la batalla de Hogwarts, el passatge és utilitzat per evacuar als estudiants més petits de l'escola. Els membres de l'Exèrcit d'en Dumbledore i de l'Ordre del Fènix es reuneixen a Cap de Senglar abans de començar la batalla contra Voldemort i els cavallers de la mort.
El nom de l'establiment pot tenir diverses referències. En anglès, el nom (Hog's Head) fa referència a una unitat de mesura de líquid arcaic, hogshead. També pot ser una al·lusió a la taverna Cap de Senglar de l'obra Enric IV, part 1 de William Shakespeare. A l'igual de Cap de Senglar, la taverna de Shakespeare és el refugi d'alguns personatges amb una mala reputació. També pot fer referència a una botiga de música de segona mà amb el nom The Hog's Head que hi ha a pocs quilòmetres de la residència de Rowling a Edimburg, botiga que va obrir quatre anys abans de la publicació del llibre de Harry Potter i la pedra filosofal.

### Casa de les Plomes
La Casa de les Plomes (en anglès, Scrivenshaft's Quill Shop) ven diversos articles de papereria pel món màgic, com plomes, tinta, pergamins, segells, sobres, etc.

### Ca l'Alfred
Es creu que Ca l'Alfred (en anglès, Shrieking Shack), situada als afores d'Hogsmeade, és l'edifici més embruixat de Gran Bretanya. Està connectada amb Hogwarts per un túnel secret, l'entrada del qual es troba sota del Picabaralla, que va ser plantat específicament per ocultar aquest túnel, ja que Ca l'Alfred era utilitzada per Remus Llopin, un home llop, per amagar-se i evitar fer mal a algun estudiant durant la lluna plena. Els veïns d'Hogsmeade sentien els crits de Llopin i van interpretar que eren crits d'esperits. Aquest rumor, fomentat per Dumbledore per amagar la identitat de Remus, va portar que Ca l'Alfred fos considerada oficialment la casa més embruixada de Gran Bretanya.
Al pres d'Azkaban, Ca l'Alfred apareix en el llibre quan Sirius Black torna a Hogwarts. Sirius arrossega a Ron i la seva rata mascota, Scabbers, en l'intent de matar a aquesta última. Es revela que Scabbers és l'animag de Ben Babbaw, l'antic amic de James i Lily Potter que els va trair.
En sortir del túnel secret, s'entra a una habitació molt desordenada i plena de pols, fins i tot, el paper es desenganxa de les parets. El terra està ple de taques. Tots els mobles estan trencats, com si algú els hagués destrossat. Les finestres estan totes tapiades per fustes. Pel disseny de les pel·lícules, Craig es va deixar influir pel personatge de Remus Llopin, ja que la casa «havia de representar el terrible viatge de Remus durant les seves transformacions en home llop i l'angoixa, violència i mal que ell causava en aquesta casa». També, Craig sabia que «aquesta icònica llar havia de tenir un caràcter pròpi i especial: la casa havia de cruixir i moure, com si fos moguda contínuament pel vent».

### Correu
El correu està ple d'almenys dues-centes òlibes, des de les grises grans fins al petit xot eurasiàtic, les últimes «només per a lliuraments locals», ululant des de prestatges amb codis de color, basats en el temps en què les òlibes arriben al seu destí. Aquestes òlibes porten el correu a totes les persones del món màgic.

### Dervish and Banges
Dervish and Banges és una botiga que ven i repara equipament màgic, i està localitzada prop del final del carrer principal d'Hogsmeade.

### Estació d'Hogsmeade

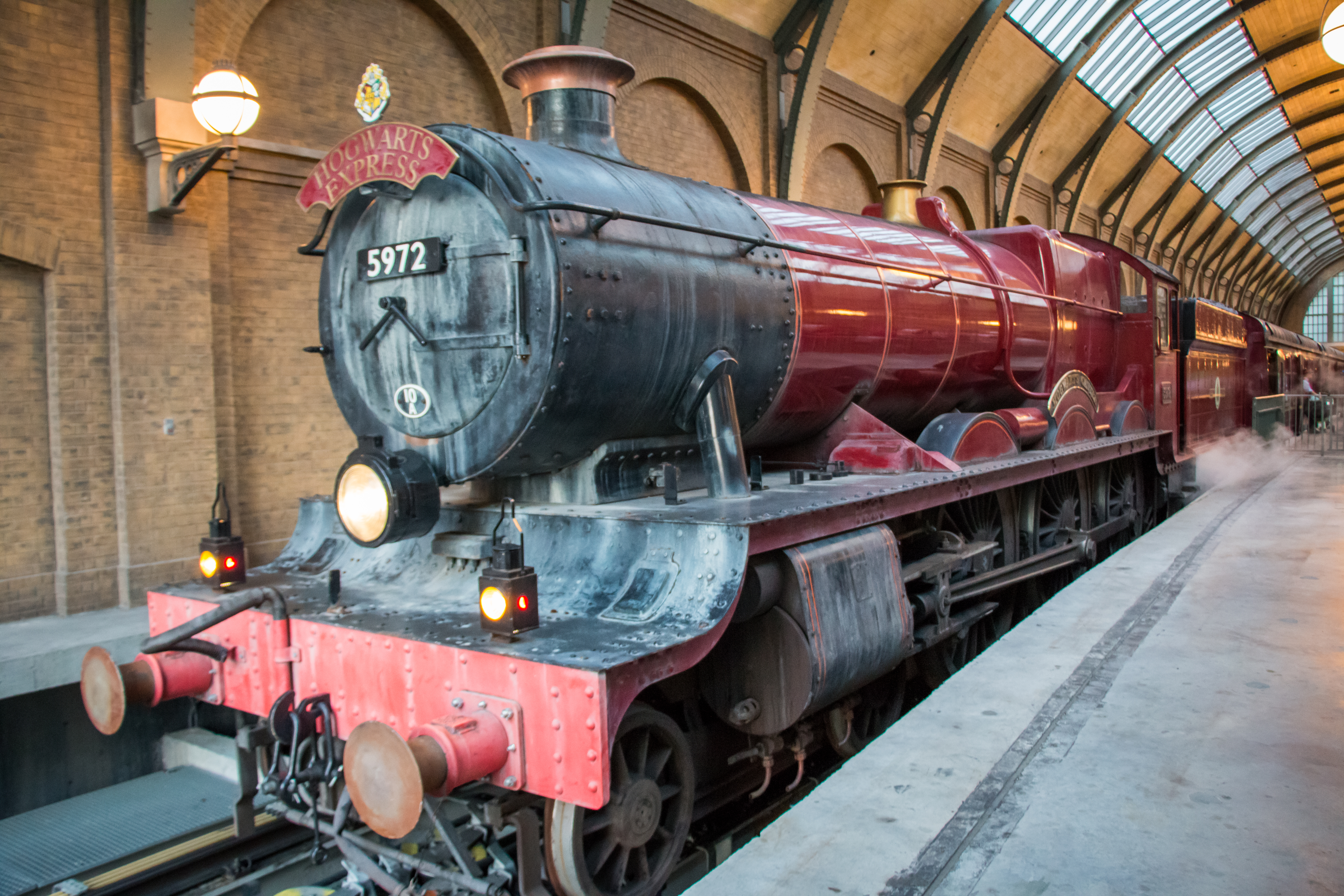
Hogwarts Express. Set a Warner Bros. Studios (Leavesden)

L'estació d'Hogsmeade és l'estació de tren més pròxima a Hogwarts, en aquesta és on el Hogwart Express finalitza el trajecte des de l'estació de King's Cross, Londres. Les escenes en les quals apareix l'estació d'Hogsmeade en les pel·lícules de Harry Potter van ser rodades en l'estació de Goathland en el ferrocarril de North Yorkshire Moors, construït en 1865. D'acord amb les il·lustracions de Rowling, l'estació d'Hogsmeade no està a Hogsmeade, sinó de l'altre costat del llac.
Per crear el Hogwarts Express, l'equip de disseny de producció de la pel·lícula, liderat per Stuart Craig, va utilitzar una locomotora de vapor abandonada anomenada Olton Hall (No. 5972), que es va restaurar i pintar de vermell carmesí.

### Gladrags Wizardwear
Gladrags Wizardwear és una botiga de roba. Hi ha altres sucursals a Londres i París. Està ple d'articles peculiars, i sembla que s'especialitza en mitjons estranys i inusuals. És a Gladrags Wizardwear on Harry li compra a Dobby una selecció de mitjons absurds, en agraïment per ajudar-lo en la segona prova del Torneig dels Tres Bruixots a Harry Potter i el calze de foc.

### Ducsdemel

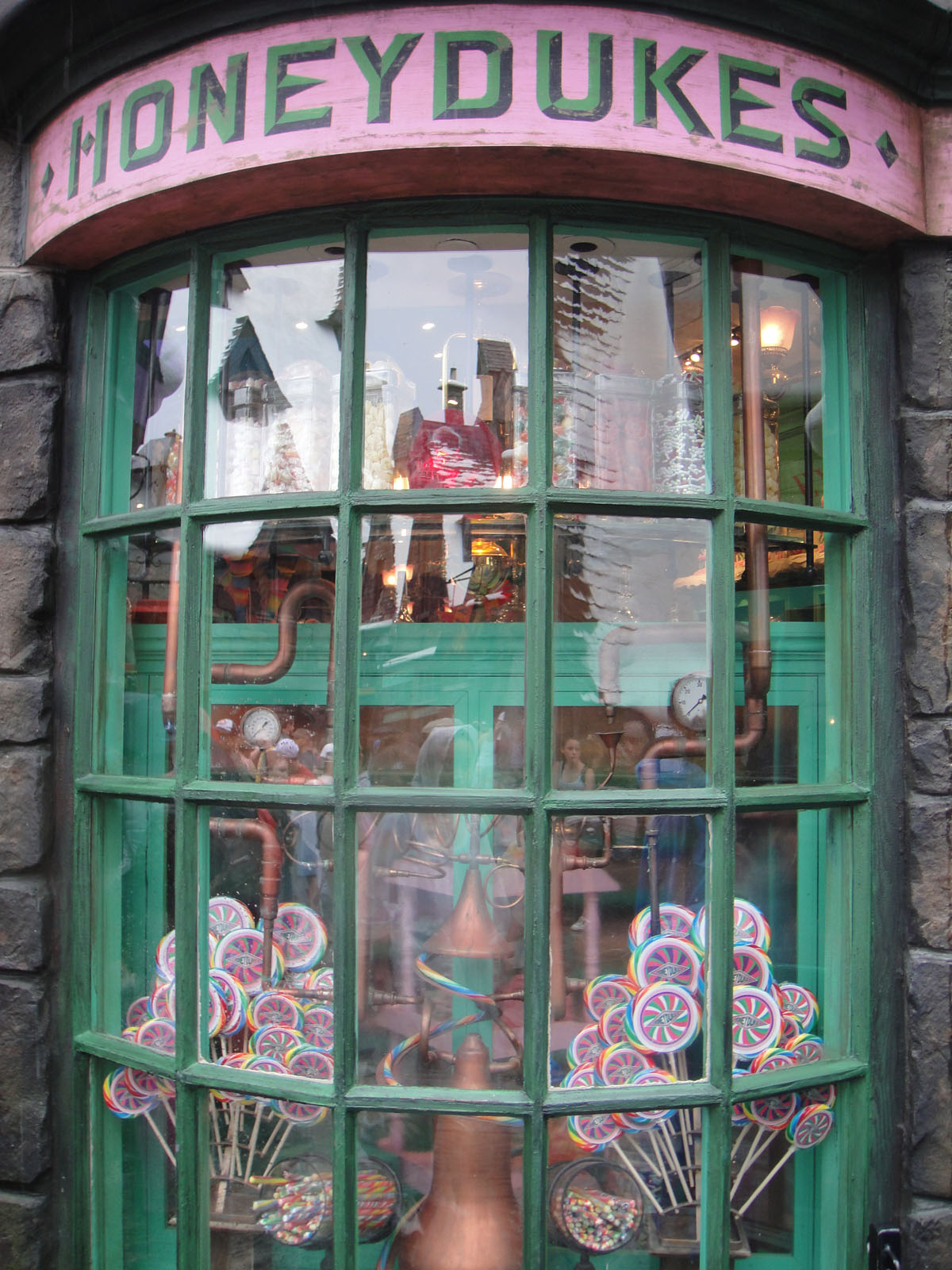
Ducsdemel. Parc temàtic The Wizarding World of Harry Potter a Orlando, Florida

Ducsdemel és una de les botigues de dolços més famoses del món màgic. Ven dolços màgics de tota mena, entre ells coques amb forma de caldera, caramels explosius, granotes de xocolata, gripaus de menta, bruixes fregides, boles de gelat que et permeten levitar, ratolins de gelat o plomes de sucre. També venen cremosos trossos de torró, glaçons de gelat de coco de color rosa brillant, gruixuts caramels de cafè amb llet, centenars de xocolates diferents i pinya confitada. «La decoració de l'interior de la botiga és mol colorida, com tots els productes que s'hi venen dins, amb els prestatges pintats de verd menta amb petits accents de color rosa de cotó de sucre». Els propietaris, Ambrosius Flume i la seva esposa, viuen en un apartament a dalt de la botiga. Hi ha un passatge secret que connecta el celler de Ducsdemel amb una estàtua d'una bruixa bòrnia situada al tercer pis de Hogwarts. Al pres d'Azkaban, Fred i George Weasley li donen a Harry el mapa de Magatotis, que precisament Harry utilitza per poder anar a Hogsmeade.

### Madam Puddifoot's
Situat en un petit carrer paral·lel al carrer principal, Madam Puddifoot's és un saló de te, favorit entre les parelles de Hogwarts per sortir a una cita. És descrit com un lloc estret i calorós, ple de vapor on tot està adornat amb llaços i serrells. Les taules són petites i circulars, i estan fetes perquè seguin dues persones. En Sant Valentí, uns querubins d'or floten màgicament sobre les taules i llencen confeti rosa sobre les parelles. És en aquest saló, on Harry celebra el seu Sant Valentí amb Xo Xang a Harry Potter i l'Ordre del Fènix.

### Les Tres Escombres
Les Tres Escombres (en anglès, The Three Broomsticks) és una taverna localitzada al carrer principal del poble d'Hogsmeade. És conegut pel seu deliciós batut de bescuit i per la seva propietària i cambrera Madame Rosmerta, que viu a dalt de la taverna. És una de les destinacions favorites entre els estudiants i el personal de Hogwarts. És un lloc càlid i sorollós i sempre està ple de fum i gent. En el local hi ha barrils de batut de bescuit i una enorme xemeneia, situada en una paret que està adornada amb trofeus en forma de cornamenta de diverses mides. És el lloc d'esdeveniments rellevants en la sèrie, entre ells l'entrevista de Harry amb Rita Skeeter a l'Ordre del Fènix. A més a més del batut de bescuit, també s'hi serveix whisky de foc (però no als estudiants), aigua amb mel envellida en roure i diverses begudes muggle. L'equip de disseny de producció es va basar en l'estil de la Marmita Foradada per recrear Les Tres Escombres, de fet «Les Tres Escombres podria ser la versió a Hogsmeade de La Marmita Foradada, amb la decoració afegida de caps dissecats d'animals».

### Zonko
Zonko és una botiga d'articles de broma «per a satisfer fins als somnis més salvatges de Fred i George Weasley». Entre aquests articles es poden trobar les bombes fètides, caramels que et provoquen singlot, sabó d'ous de granota i tasses que mosseguen el nas de qui beu alguna cosa en elles. La tenda tanca a Harry Potter i el misteri del príncep. Fred i George havien planejat comprar la botiga, però es van penedir quan als estudiants de Hogwarts se'ls va prohibir visitar Hogsmeade a causa de l'augment de la seguretat després del retorn de Voldemort.

## Localitzacions afiliades al govern

### L'andana nou i tres quarts

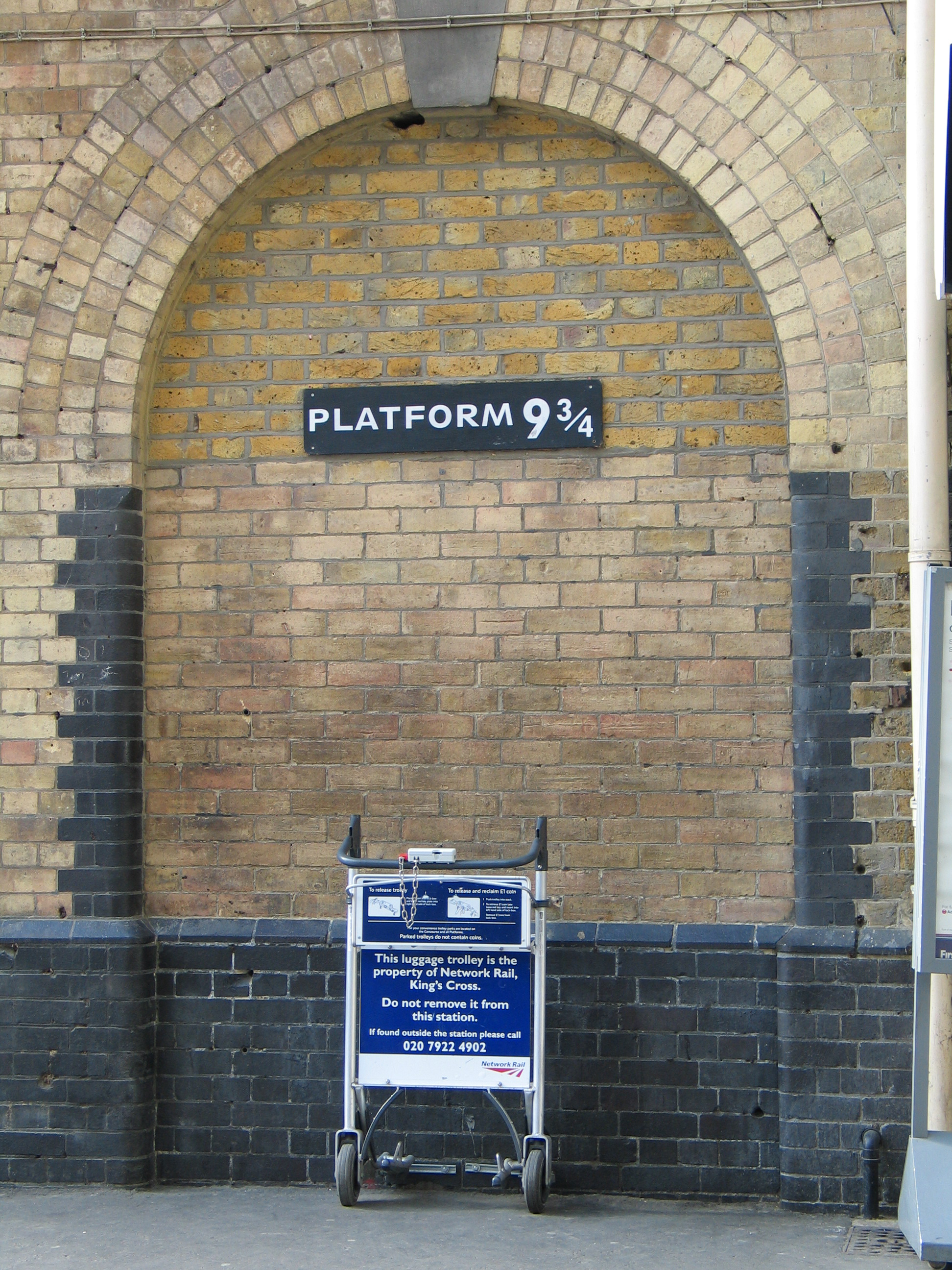
Representació de l'andana 9¾ a l'estació de King's Cross, situada a prop de les andanes 9 i 10 reals.

El Hogwarts Express surt de l'andana nou i tres quarts de l'estació de King's Cross, a Londres. Aquesta andana és invisible per als ulls dels muggle i s'hi arriba travessant la columna entre les andanes nou i deu. J.K. Rowling va afirmar que a l'hora de triar el nombre de l'andana, va tenir clar des d'un principi que seria una fracció, ja que l'andana estaria entre els números de les andanes muggle.
Rowling va descobrir poc després de publicar els llibres que havia confós el disseny de l'estació de King's Cross amb l'estació d'Euston, i que les andanes nou i deu de King's Cross no eren les andanes entre les quals volia que estigués la seva andana màgica, perquè estaven separats pels raïls ferroviaris. Per resoldre aquest problema, els cineastes durant el rodatge van canviar el número les andanes quatre i cinc, per nou i deu. Les preses exteriors de l'estació per a les pel·lícules són de l'hotel St.Pancras Renaissance, que forma part de l'estació de St.Pancras, contigua a l'estació de King's Cross.
A la paret de les andanes, es va col·locar una placa representant l'andana nou i tres quarts en la paret amb les andanes nou, deu i onze, juntament amb un carro d'equipatge 'embussat' a mitja paret. Durant les obres de reforma de l'estació de King's Cross, aquest fragment de paret es va traslladar temporalment a un mur a l'exterior de l'estació d'Euston. Una 'porta a l'andana 9¾' de ferro forjat va ser utilitzada com a part del set de filmació de les pel·lícules es conserva en el Museu Nacional del Ferrocarril.

### Conselleria d'Afers Màgics
La Conselleria d'Afers Màgics és el govern de la comunitat màgica de Gran Bretanya.

### Nurmengard
Nurmengard és una presó que va construir Gallert Grindelwald per a tancar als seus enemics dins. L'entrada està marcada amb el símbol de les relíquies de la Mort, juntament amb un rètol que diu «pel bé de tots», el lema de Grindelwald. Després que Dumbledore derrotés a Grindelwald, els presoners van ser alliberats i Grindelwald va ser empresonat en la cel·la més alta de la seva pròpia presó. Nurmengard apareix Harry Potter i les relíquies de la Mort quan Voldemort arriba a la presó buscant a Grindelwald per a obtenir informació sobre la Vareta d'Àlber (la vareta més poderosa del món). Després que Grindelwald es negués a donar-li informació, Voldemort el va matar.

### Hospital de Malalties i Lesions Màgiques Sant Mungo
L'Hospital de Malalties i Lesions Màgiques Sant Mungo (en anglès, St Mungo's Hospital for Magical Maladies and Injuries) és un hospital dins l'univers Harry Potter. Els metges a l'hospital no són anomenats doctors, sinó que són coneguts com a guaridors, i utilitzen túniques color verd llima. Fundat pel popular mag Mungo Bonham, l'hospital està situat a Londres. Es va fundar per a poder tractar amb qualsevol malaltia, lesions o ferides endèmiques al món màgic. Per poder entrar a les instal·lacions, s'ha de travessar una finestra del que sembla un gran magatzem en ruïnes anomenat Purge and Dowse, S.A. L'aspecte de l'exterior de l'hospital és d'uns maons vermells plens de brutícia, aspecte que és contrari al que hi ha a l'interior, on tot està molt net. L'hospital té sis pisos i el seu emblema és una vareta màgica que es creua amb un os.
Al llarg de la sèrie, diversos personatges han passat per les instal·lacions de l'hospital. Arthur Weasley hi arriba després de ser atacat per la serp de Voldemort a la Conselleria d'Afers Màgics, a Harry Potter i l'Ordre del Fènix. Durant una visita de Harry i la família Weasley a Arthur, es troben amb Neville Longbottom, que havia anat amb la seva àvia a visitar als seus pares. En aquesta, també es troben amb l'exprofessor de Defensa contra les Forces del Mal Gilbert Decors, que pateix els efectes d'un sortilegi de pèrdua de memòria.

### Azkaban
Azkaban és una presó on són enviats els mags que violen les lleis del món màgic britànic. Només una altra presó així, Nurmengard, és esmentada en els llibres. A Harry Potter i el misteri del príncep, s'esmenta que Azkaban «està enmig de la Mar del Nord». Encara que l'aparença d'Azkaban no és descrita detalladament en els llibres, en el calze de foc s'esmenta que té terres fora de la presó on s'enterra als presoners morts. En les adaptacions cinematogràfiques sembla una construcció alta i triangular, amb un clot en el centre.
Azkaban existeix des del s. XV i originalment no va ser una presó. L'illa del mar del Nord sobre la qual es va construir no apareixia a cap mapa, per tant, va ser creada per mitjans màgics. El primer que es va construir a l'illa era la llar d'un mag poc conegut però poderós anomenat Ekrizdis, un practicant de les Forces del Mal. Sol al mig de l'oceà, aprofitava per atreure, tortura i matar a mariners muggles, tan sols per plaer. Quan va morir, els encanteris d'ocultació es van esvair i la Conselleria d'Afers Màgics va saber de l'existència de l'illa. Els qui van entrar per investigar l'edifici van negar-se a parlar sobre el que havien trobat endins, però van afirmar que el menys terrible del lloc era que estava infestat de Demèntors. Moltes autoritats van pensar que Azkaban era un lloc perillós i que era millor que fos destruït. Però en canvi, altres temien el qual podria passar si s'expulsava als Demèntors de casa seva, ja que les criatures màgiques eren ja fortes i impossibles de matar. Els experts que havien estudiat edificis construïts amb màgia fosca van afirmar que Azkaban podria venjar-se de qualsevol persona que intentés destruir-la. La fortalesa es va deixar abandonada durant molts anys, i va seguir criant contínuament Demèntors. Quan la comunitat màgica va haver de tornar a la clandestinitat, els presos de les diverses presons de Gran Bretanya es van enviar a Azkaban perquè suposaven un gran risc per a la seguretat de la comunitat màgica. Els Demèntors es van utilitzar com a guàrdies, decisió va tenir gran èxit, perquè mai ningú va escapar-s'hi, excepte Sirius Black i Barty Mauch Júnior, que va escapar gràcies a l'ajuda dels seus pares, però provocaven als presos manca de felicitat, i a poc a poc els van tornant indefensos i dements. D'acord amb Sirius Black, els presoners «perden la voluntat de viure». Azkaban es va guanyar una reputació de maldat i temor al llarg de tota la sèrie.
Diversos dels presoners eren cavallers de la mort, però d'altres han acabat empresonats per un malentès, com Sirius Black, que va ser empresonat sense judici previ després que Ben Babbaw assassinés una dotzena de muggles, fingís la seva pròpia mort i incriminés a Sirius per aquests crims. A l'Ordre del Fènix, Harry és amenaçat amb un període a Azkaban per realitzar un encanteri Patronus davant d'un muggle, el seu cosí Dudley, tot i que va ser per salvar les seves vides. Altres crims que mereixen l'empresonament a Azkaban són realitzar qualsevol dels Maleficis Imperdonables o atacar la Conselleria d'Afers Màgics—per exemple, els cavallers de la mort detinguts en l'Ordre del Fènix— entre d'altres.
A l'Ordre del Fènix, deu dels cavallers de la mort més perillosos i lleials a Voldemort es van escapar. Dumbledore va ser sempre la veu principal a declarar que era un error vigilar als seguidors més perillosos de Voldemort amb Demèntors, ja que Voldemort els utilitzaria per aconseguir els seus interessos. Es va demostrar que Dumbledore tenia raó, ja que els Demèntors van deixar els seus llocs a Azkaban i es van unir a les files de Voldemort. A les relíquies de la Mort també va haver-hi una fugida massiva de cavallers de la Mort. Després de la caiguda de Voldemort a la batalla de Hogwarts, tots els cavallers de la mort que havien sobreviscut es van tornar a enviar a la presó.
Kingsley Shacklebolt es va convertir en conseller d'Afers Màgics i va decretar que els guàrdies d'Azkaban serien Aurors.
El nom Azkaban deriva d'una barreja de la presó Alcatraz, que és l'equivalent a muggle més proper, i Abaddon, una paraula hebrea que significa lloc de destrucció o profunditats de l'infern.

## Localitzacions de filmació
A continuació es mostren les localitzacions utilitzades per Warner Bros. per filmar les ubicacions fictícies de la sèrie de pel·lícules de Harry Potter
- 12 Picket Post Close, Winkfield Row, Bracknell, Berkshire (Carrer Privet n.° 4)[97]
- Abadia de Lacock, Wiltshire (interior de Hogwarts)
- Ashridge, Berkhamsted, Hertfordshire (Bosc Prohibit de Hogwarts i diverses de les escenes de boscs de totes les pel·lícules)
- Ambaixada d'Austràlia, Strand, Londres (Gringotts)[98]
- Castell d'Alnwick, Northumberland (Exterior de Hogwarts)[99]
- Biblioteca Bodleiana, Oxford (interior de Hogwarts)
- Catedral de Durham (interior de Hogwarts)
- Catedral de Gloucester (passadissos de Hogwarts)
- Catedral de Sant Pau, Londres (escales en espiral de Hogwarts)
- Christ Church Colleage, Oxford (interior de Hogwarts)
- Estació de Goathland, Yorkshire (estació de Hogsmeade)
- Estació de King's Cross, Londres (interior de King's Cross)
- Estació de St. Pancras, Londres (exterior de King's Cross)
- Harrow School (aula del professor Flitwick)[100]
- Llac Virginia Water, Surrey (escenes al costat del llac a El pres d'Azkaban, El calze de foc i El misteri del príncep)
- Malham Cove, Yorkshire del Nord (ubicació del càmping, cim del paviment calcari)
- Mercat Borough, Londres (Ronda d'Alla)
- Mercat Leadenhall, Londres (Ronda d'Alla i La Marmita Foradada)
- Millennium Bridge, Londres (atac dels cavallers de la mort a l'inici de El misteri del príncep)
- New College, Oxford (calabossos de Hogwarts)
- Pembrokeshire, Gal·les (El Refugi)
- Plaça Claremont, a prop d'Amwell St., Islington, Municipi d'Islington, Londres (número dotze de la plaça Grimmauld)[101]
- Saint Cyriac's, Església d'Anglaterra, Church Street, Lacock, Wiltshire, i Poble de Lacock (Església Parroquial del Cau de Goldric)[102]
- Terres Altes d'Escòcia (escenes a l'aire lliure a El pres d'Azkaban i El misteri del príncep)
- Viaducte Glenfinnan, Escòcia (viaducte utilitzat en las escenes del Hogwarts Express)
- Virginia Beach, Virginia (metratge per extres a La pedra filosofal i La cambra secreta)
- Zoològic de Londres (casa dels rèptils)